# Хойан
Хойа́н (вьет. Hội An, произношениео файле) — город провинциального подчинения в провинции Куангнам в центральном Вьетнаме. Население — свыше 120 тыс. человек, преимущественно вьеты, имеется небольшая китайская община. Площадь — 60 км². В 1999 году старый город Хойана, относящийся к XV—XIX векам, был внесён в список объектов всемирного наследия ЮНЕСКО как образец хорошо сохранившегося торгового порта Юго-Восточной Азии. Его планировка и многочисленные древние строения отражают местное и иностранное влияние на архитектуру и быт доколониального Вьетнама.
Хойан отражает сплав культуры коренных народов (тямов и вьетов) с иностранными культурами (изначально китайской и японской, позже — европейской). Из-за обилия прогулочных и рыболовецких лодок, различных катеров, плавучих ресторанчиков, которые перемещаются по реке и каналам, исторический центр Хойана часто называют «вьетнамской Венецией». Город является отправной точкой для экскурсий, следующих в расположенные рядом тямские комплексы Мишон и Донгзыонг.

## История

### Праисторический период
В древности территория современного Хойана входила в ареал культуры Сахюинь. К археологическим реликвиям последнего периода культуры Сахюинь (200 год до н. э. — 200 год н. э.) относятся погребальные кувшины, инструменты, каменные украшения, керамика, стеклянные и металлические изделия. Все они были найдены на территории районов Камха, Тханьха, Камфо и Камтхань. Люди культуры Сахюинь вели торговлю с Китаем, центральным и южным Вьетнамом, о чём свидетельствуют найденные китайские медные монеты и железные предметы, относящиеся к Донгшонской культуре и культуре Бапнома. Археологические раскопки в деревне Байонг показали, что Тямские острова, расположенные рядом с Хойаном, были заселены более 3000 лет назад.

### Тямский период
В первые века нашей эры культуру Сахюинь сменили пришлые австронезийцы-тямы, занявшие побережье центрального Вьетнама. Хойан, известный в ту пору как Ламапфо, был крупнейшим городом царства Линьи, столица которого, Симхапура, располагалась на месте современного городка Чакиеу (на полпути между современным Хойаном и Мишоном). В IV веке правящие круги Линьи подверглись индийскому культурному влиянию и приняли индуизм. Ламапфо был крупнейшим портом тямских земель, который участвовал в оживлённой международной торговле и служил важным перевалочным пунктом на торговом пути между южным Китаем в восточной Индией.
Расцвету Хойана способствовала и близость Мишона — главного религиозного (шиваитского) центра страны тямов. Власть периодически переходила от одной приморской области к другой, но неизменным оставался статус Мишона, расположенного в долине реки Тхубон. Здесь проводились важнейшие царские церемонии, что способствовало религиозному и культурному сближению разрозненного населения Тямпы, появлению общих ценностей и социальной интеграции жителей изолированных долин.
Во второй половине IX века столицей Тямпы стал город Индрапура, где был построен грандиозный комплекс Донгзыонг (руины города и храмового комплекса расположены на территории современного уезда Тхангбинь, южнее Хойана). Воспользовавшись относительной стабильностью IX—X веков, тямские цари включили свои порты в морской Великий шёлковый путь и разбогатели на посреднической торговле. В этот период процветала морская торговля между империей Тан и Аббасидским халифатом, а порты Тямпы славились тем, что исправно снабжали пресной водой, провизией и снаряжением заходившие в них торговые суда. Китайские монахи построили в X веке в Хойане храм, посвящённый Амитабхе (его посещали заходившие в порт китайские купцы и матросы). Одна часть тямских мореходов перевозила товары между Китаем и Индией (шёлк, пряности, фарфор, слоновую кость, золото, каламбак и алоэ), другая часть промышляла пиратством в Южно-Китайском море.

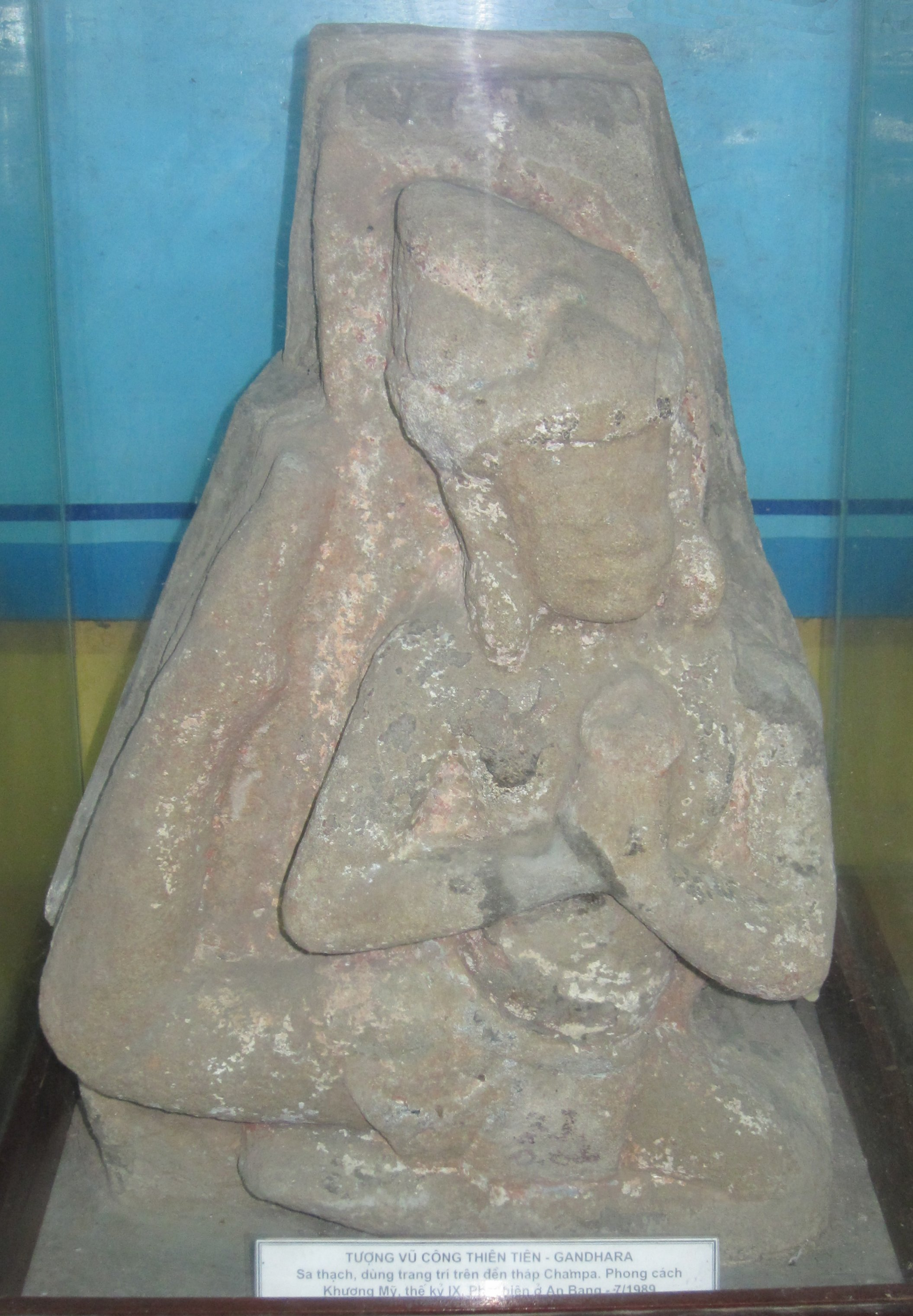
Статуя Гандхары IX века. Хойанский музей истории и культуры

В порт Ламапфо заходили китайские, арабские и персидские суда, здесь торговали шёлком, жемчугом, панцирями черепах и ценными сортами древесины. Среди найденных в Хойане артефактов тямского периода — фундаменты зданий, колодцы, остатки храма в деревне Камтхань, каменные статуи, в том числе танцующего Гандхары и бога удачи Куберы, а также глиняная посуда и керамика из Китая и Ближнего Востока, ювелирные изделия и цветное стекло. Из Ламапфо товары следовали в столицу Индрапуру, а паломники — в Мишон.
В период династии Мин (XIV—XV век) Тямпа входила в число важнейших торговых партнёров Китая. Согласно китайским источникам, из-за высоких налогов порты Тямпы имели не слишком хорошую репутацию среди купцов и капитанов судов. Все корабли, заходившие в Хойан, должны были выгрузиться в порту. Все грузы специальные чиновники записывали на пергаменте, после чего изымали пятую часть в пользу царской казны. Большая часть товаров, которыми торговали в портах Тямпы, была иноземного происхождения и не предназначалась для внутреннего рынка. Тямы были скорее мореплавателями и посредниками, чем купцами.
Китайские купцы, прибывавшие в Тямпу при попутном ветре, затем два месяца были вынуждены ожидать, пока муссон начнёт дуть в обратную сторону. Это способствовало тому, что в тямских портах появлялись особые кварталы, в которых жили китайские купцы и моряки, строились конторы китайских гильдий и землячеств, китайские склады, постоялые дворы, жилые дома и храмы. В X—XV веках крупнейшим перевалочным пунктом Тямпы был Хойан. В ожидании хорошей погоды и попутных ветров в этом порту постоянно находилось много иностранных моряков и торговцев, некоторые из которых женились на местных женщинах. Со временем тоннаж судов становился больше, а устье реки Тхубон заносило песком, и постепенно морская торговля перебазировалась в соседний Дананг.
В 1402 году под угрозой массированного вторжения тямский царь уступил вьетам северную часть нынешней провинции Куангнам. Однако вьеты не остановились на достигнутом, они направили поток переселенцев в южную часть Куангнама, а также захватили северную часть нынешней провинции Куангнгай. Во главе местного населения вьеты ставили тямских князей, перешедших на сторону победителей, а недовольных тямских крестьян усмиряли налоговыми послаблениями и раздачей земли. Лишь очередная китайская оккупация Дайвьета (1407—1427) ненадолго приостановила продвижение вьетов на юг. Заселение и ассимиляция тямских земель были настолько масштабными и успешными, что когда в 1433 году тямы выступили в поход на Дайвьет, большинство жителей Куангнама сражалось уже на стороне вьетского императора.

### Дайвьетский период
Согласно семейным летописям, в XV веке Хойан и окрестные земли заселили выходцы из Тханьхоа, Нгеана и Хатиня, в том числе и члены кланов Чан, Нгуен, Хуинь и Ле. Вьеты смешивались с тямами и занимались преимущественно заливным рисоводством и рыбной ловлей. Со временем стали появляться ремесленные деревни и кварталы, которые специализировались на отдельных изделиях. Некоторые из этих посёлков сохранились до сих пор, например, деревня резчиков по дереву Кимбонг или деревня гончаров Тханьха.

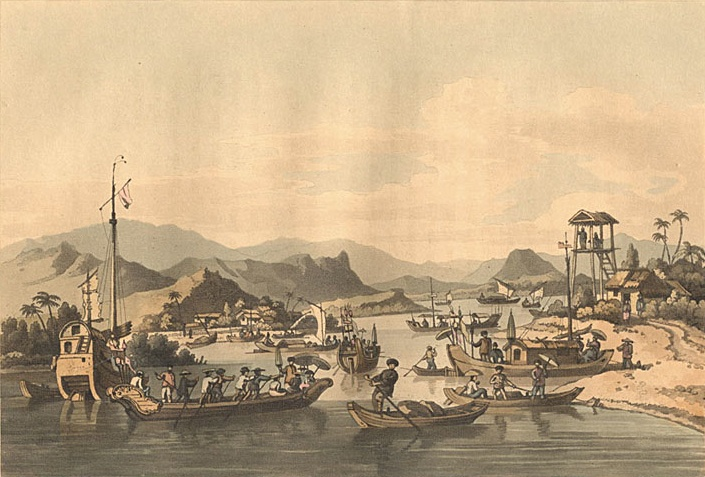
Файфо в конце XVIII века. Автор — Джон Барроу

В XV—XVIII веках Хойан был оживлённым морским портом династий Ле и Нгуен, сюда часто заходили китайские, японские, малайские, индийские, а также португальские и голландские купцы. В 1535 году в Файфо из Дананга прибыл первый европеец — португальский капитан Антонио де Фариа, искавший место для новой колонии наподобие Макао или Гоа. После него испанские и португальские францисканцы и доминиканцы пытались обосноваться в Хойане, но так и не смогли закрепиться в городе надолго.
В конце XVI века один из князей Нгуен, Нгуен Хоанг, стал независимым правителем центрального Вьетнама и существенно расширил порт Хойана. Нгуены были более открыты для внешних связей, чем их соперники Чини, они вели оживлённую торговлю с Китаем, Японией и португальцами. Нгуены нуждались в современном оружии, которое им поставляли португальцы, и в ответ разрешили тем в 1615 году основать в Файфо иезуитскую миссию. В 1617 году Файфо в качестве доверенного лица сёгуна Токугавы посещал англичанин Уильям Адамс. В 1624 и 1640 годах в Файфо побывал французский иезуит Александр де Род, разработавший письменность куокнгы на основе латинского алфавита. Однако Нгуены сочли его миссионерскую деятельность опасной и изгнали из страны.
Постепенно Хойан превратился в один из крупнейших портов Восточной Азии, здесь сложились процветающие кварталы китайских и японских торговцев. Через Хойан шли товары из Европы и Индии в Китай и Японию. В результате исследования утонувших кораблей была обнаружена вьетнамская и другая азиатская керамика, которую перевозили из Хойана в Египет. Процветанию Хойана способствовала и внешнеторговая политика империи Мин. Китай запретил прямой экспорт некоторых товаров в Японию, из-за чего японские купцы периодов Адзути-Момояма и раннего Эдо (до начала второй трети XVII века) были вынуждены обходить этот запрет и покупать китайские товары в Хойане.

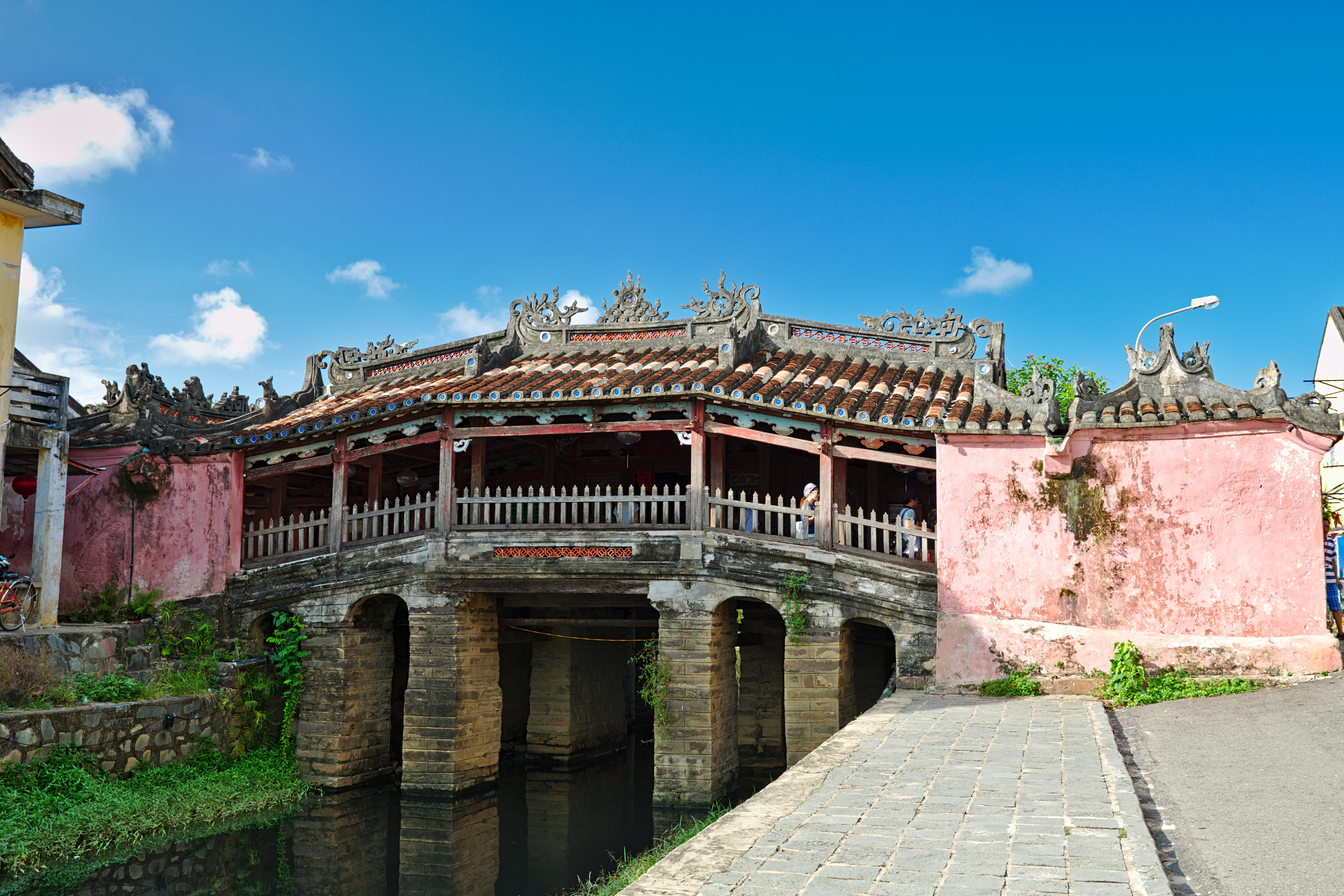
Японский мост

Присутствие иностранных купцов в Хойане (Файфо) было столь значительным, что уже к концу XVI — началу XVII века в городе существовали китайская и японская фактории. Их разделял канал, через который японцы в 1593 году перекинули крытый мост (позже сооружение, получившее название «Японский мост», неоднократно восстанавливали представители китайской общины). У каждой фактории был свой управляющий, представлявший интересы общины перед вьетскими властями, и свои своды внутренних правил.
Согласно описанию китайского буддийского монаха Ши Дашаня, посетившего Хойан весной 1695 года по дороге ко двору Нгуенов в Хюэ, город представлял собой оживлённый порт, куда съезжались купцы со всей Азии. Главная торговая улица длиной около четырёх ли (современные улицы Чанфу и Нгуензуйхьеу) шла вдоль реки Тхубон и была застроена с обеих сторон зданиями, в которых жили выходцы из Южного Китая — фуцзяньцы, гуандунцы (кантонцы), чаочжоусцы и хайнаньцы. Улица заканчивалась у Японского моста, за которым раскинулся район Камфо. На другом берегу пришвартовывались иностранные корабли, с которых различные товары выгружались на пристань.
Кроме китайцев и японцев, во второй половине XVII — первой половине XVIII века частыми гостями в Файфо были голландцы, французы, испанцы и португальцы, некоторые из которых также имели в городе небольшие фактории. Параллельно с европейскими торговцами в Файфо действовали и католические миссионеры из различных монашеских орденов.
В начале 1770-х годов вспыхнуло восстание тэйшонов, направленное против Нгуенов. Вскоре Чини разбили ослабленных Нгуенов и захватили Хюэ, однако в 1786 году сами были разбиты тэйшонами. После установления власти династии Тэйшон соседний Дананг получил торговые привилегии. Вместе с заиливанием устья реки Тхубон возвышение Дананга нанесло сильный удар по процветанию Хойана. В 1787 году был подписан Версальский договор, по которому французы обещали восстановить власть правителя Нгуен Фук Аня, а взамен получали порт Хойан и ряд привилегий. Однако, договор не был осуществлён из-за революции, вспыхнувшей во Франции. В 1802 году армия Нгуен Фук Аня при поддержке французских советников и инструкторов окончательно разбила тэйшонов, а он сам был коронован в Хюэ в качестве первого императора династии Нгуен.
В благодарность за военную помощь новый император, взявший себе имя Нгуен Тхе-то, предоставил французам исключительные торговые преференции в порту Дананга. С начала XIX века Хойан переживал период экономической стагнации. Однако сокращение доходов местных торговцев во многом позволило сохранить нетронутой историческую застройку. Из-за отсутствия ресурсов купцы не перестраивали старые деревянные здания и очень редко применяли при реконструкции современные материалы.

### Дайнамский период

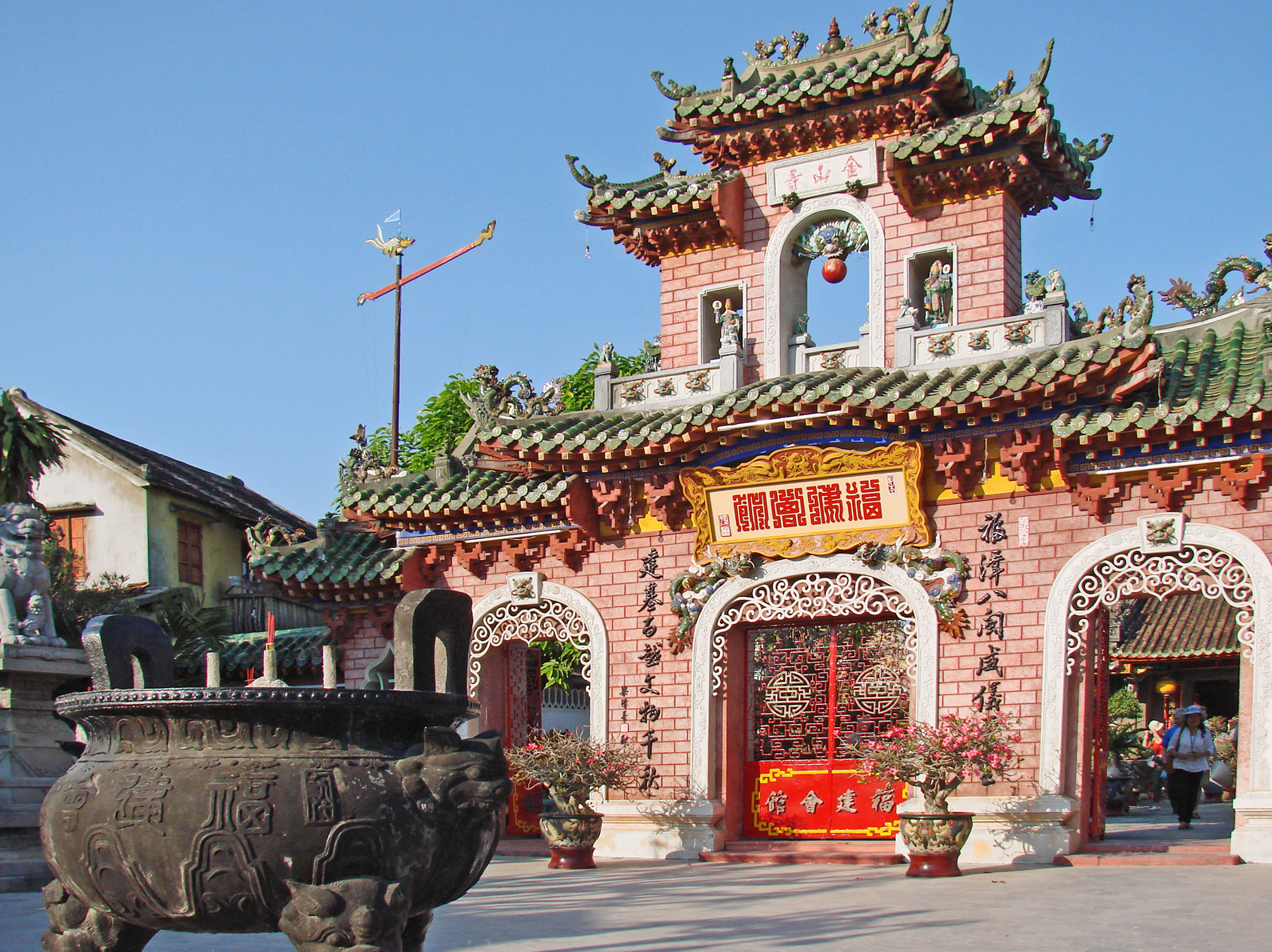
Зал собраний фуцзяньской общины

В Дайнамский период (1802—1945) династия Нгуен активно развивала свою столицу Хюэ и главный порт Дананг, а соседний Хойан находился в тени этих оживлённых городов. Однако китайские торговцы продолжали посещать Хойан, где продавали свои товары или обменивали их на местные ремесленные изделия. Во время сезона тайфунов (с августа по октябрь) китайские купцы и моряки на длительное время задерживались в городе, завязывая отношения с местным населением. Некоторые китайцы женились на местных женщинах и основывали в Хойане торговые компании. Главные торговые улицы Чанфу, Нгуензуйхьеу и Нгуентхайхок изобиловали китайскими магазинами, складами привозных товаров и экспортно-импортными конторами.
В 1884 году французы получили контроль над Аннамом и всем Вьетнамом, которые в 1887—1954 годах входили в состав Французского Индокитая. В колониальный период Хойан стал одним из центров националистического движения провинции Куангнам, в 1927 году в городе была основана Ассоциация молодых вьетнамских революционеров. В 1940 году, по соглашению с режимом Виши, Вьетнам перешёл под контроль Японии, которая хозяйничала в стране до Августовской революции 1945 года. Жители Хойана и окрестных деревень принимали активное участие в революции, за что 22 августа 1998 года город получил почётное звание «Героя народных вооружённых сил».

### Современный период
После окончания Второй мировой войны усилилось противостояние между националистами из Вьетминя и французскими колониальными силами, апогеем которого стала битва при Дьенбьенфу в 1954 году. Победа Вьетминя привела к расколу страны на Северный и Южный Вьетнам, а демилитаризованная зона между ними располагалась севернее Хойана. Во время Вьетнамской войны (1959—1975) недалеко от Хойана происходили крупные вооружённые столкновения (например, битва за Хюэ в январе — марте 1968 года и битва за Кхамдык в мае 1968 года), но сам город сильно не пострадал. Из-за этого сюда стекались многочисленные беженцы, спасавшиеся от репрессий и военных действий. В 1964 году в Хойане был восстановлен католический собор, изначально построенный в 1903 году французскими миссионерами (в город бежало много вьетнамских католиков, которых на севере преследовали коммунисты). В марте 1975 года в ходе Весеннего наступления северовьетнамские войска захватили Хюэ, Дананг и Хойан.

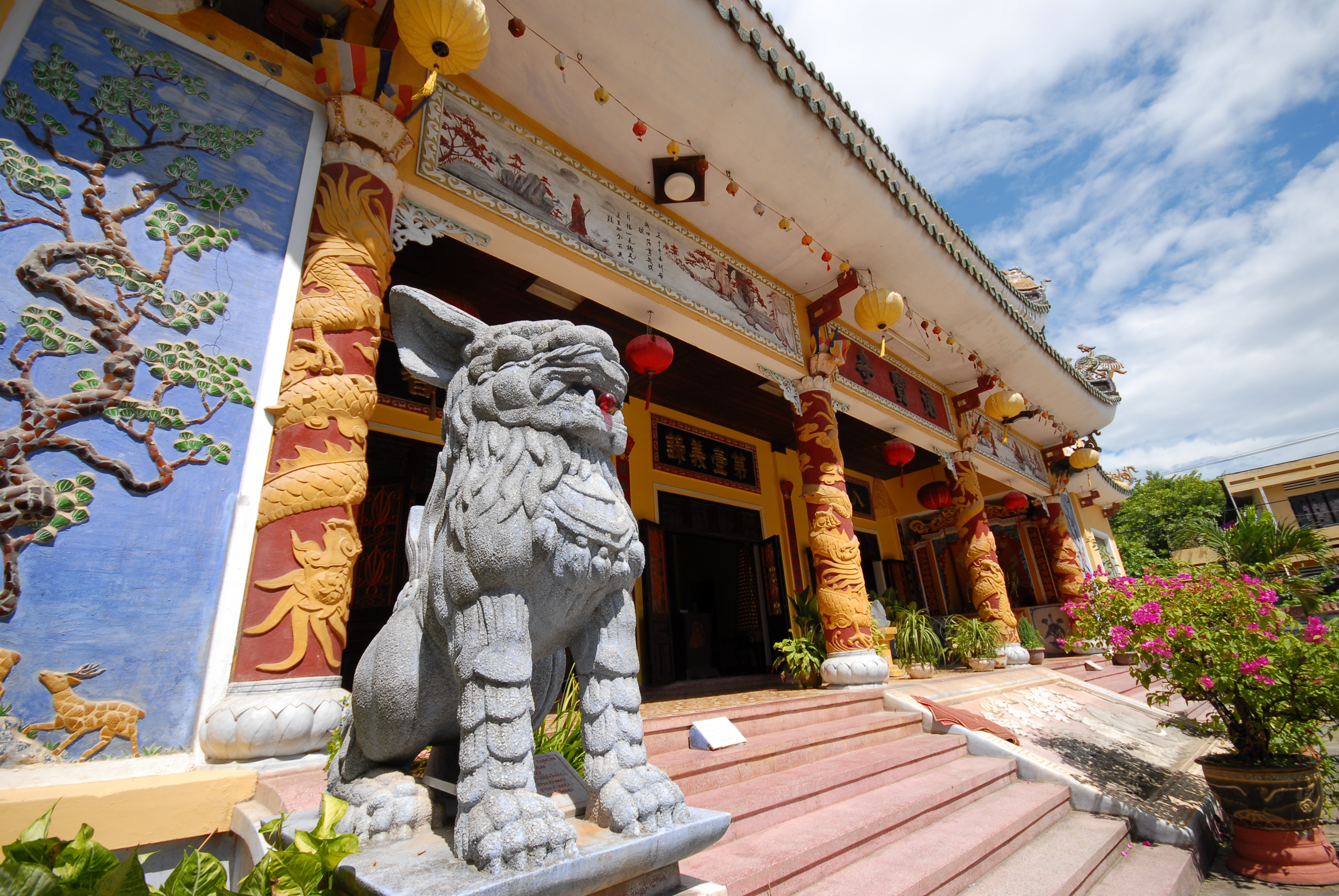
Один из храмов старого города

В феврале 1979 года вспыхнула Китайско-вьетнамская война, которая косвенно затронула и китайскую общину Хойана (после окончания войны власти подвергли репрессиям всех китайцев Вьетнама). В 1985 году старый город Хойана был объявлен объектом национального культурного наследия. Его древняя застройка, являющаяся государственной собственностью, охраняется законом о культурном наследии (принят в 2001 году и дополнен в 2009 году) и законом о туризме (принят в 2005 году).
В 1999 году старый город Хойана был внесён в список объектов всемирного наследия ЮНЕСКО. Финансовые вливания позволили горожанам отреставрировать часть старинных домов и превратить центральные кварталы в пешеходную зону (правда, открытую для велосипедов и мопедов). Туристический бум, начавшийся в середине 1980-х годов и заметно возросший с конца 1990-х годов, существенно изменил до этого спокойный уклад тихого сельского городка, а также структуру его экономики и занятости населения.
В 2000 году недалеко от побережья Хойана завершились масштабные подводные раскопки на месте утонувшего судна с вьетнамской керамикой XV века (в них участвовали специалисты Национального музея вьетнамской истории и морские археологи Оксфордского университета). На поверхность удалось поднять более 250 тыс. неповреждённых керамических изделий. В августе 2000 года за успехи в деле реконструкции исторического наследия Хойану было присвоено звание «город-герой социалистического труда».
В ноябре 2017 года Хойан серьёзно пострадал от тайфуна Дамрей: были затоплены многие улицы, храмы и первые этажи исторических зданий.

### Этимология
В древности город назывался Ламапфо (Lam Ap Pho или «город Линьи»). На Западе и в Китае город исторически был известен как Файфо и Хайпу соответственно (фр. Faifo, кит. упр. 海埔, 懷霍, 會安市, пиньинь Hăipŭ, Hŭaihùo, Hùiānshì, палл. Хайпу, Хуайхо, Хуэйаньши). Это слово получилось от вьетнамского Hội An phố («город Хойан»), которое позже сократился до Hoi pho и Faifo. В 1954 году Файфо был обратно переименован в Хойан (Hội An, 會安), что переводится как «место спокойных встреч».

## География

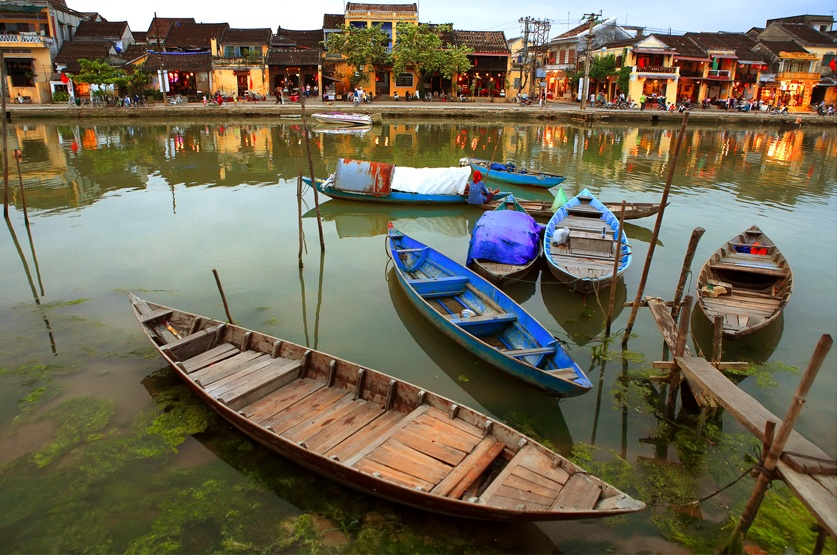
Река Тхубон в границах Хойана

Хойан расположен в центральном Вьетнаме, в северо-восточной части провинции Куангнам, в устье реки Тхубон, приблизительно в 50 км к северу от города Тамки и 30 км к югу от Дананга. Основная часть города расположена на северном берегу реки, у впадения её в Южно-Китайское море. Административно к городу относятся также несколько островов в устье реки Тхубон и Тямские острова, расположенные недалеко от побережья. Из-за наносов в районе Хойана продолжаются различные русловые процессы, в том числе образование песчаных отмелей и лагун, изменение линии речного и морского побережья.
В северной части города расположен знаменитый пляж Анбанг (вьет. An Bàng), в восточной части — живописный пляж Фыокчать (вьет. Phước Trạch), известный деревьями аллоказуарина, и песчаные дюны Тхуантинь (вьет. Thuan Tinh). На территории сельской общины Камтхань расположена зона экологического туризма Тхуантинь, занимающая речной остров площадью 50 гектаров. Здесь туристы катаются на лодках, ловят рыбу, ходят в походы, принимают участие в пикниках, традиционных играх и представлениях.
Пляж Кыадай (вьет. Cửa Đại), расположенный на границе районов Кыадай и Каман, южнее пляжа Анбанг, протянулся более чем на 3 км в длину и имеет до 300 метров в ширину. Он отличается белым песком, красивыми пальмами, чистой водой, умеренным наклоном и небольшими волнами, что привлекает сюда многочисленных туристов. Вдоль пляжа размещаются некоторые из крупнейших курортных комплексов Хойана, в том числе Hoi An Beach Resort, Victoria Beach Resort and Spa, Palm Garden Resort, Agribank Beach Resort и Boutique Resort, а также многочисленные закусочные, продающие морепродукты и напитки. Общая длина морских пляжей Хойана составляет 7 км.

### Климат
Жарким сезоном в Хойане является период с апреля по октябрь. С мая по конец августа климат отличается южным ветром и спокойным морем, на этот отрезок года приходится пик туристического сезона. В период с сентября по январь идут частые дожди (больше всего осадков выпадает в ноябре). Нередко в сентябре и октябре на побережье обрушиваются тайфуны, которые сопровождаются ливнями и наводнениями. Самый низкий уровень осадков в апреле. Самый жаркий период — с июля по август, когда средняя температура составляет +33 °C / +34 °C. Самая низкая средняя температура — с декабря по февраль (+18 °C / +19 °C), но и в этот период днём жарко и лишь ночью температура понижается. Среднегодовая температура составляет +25,6 °C, влажность воздуха — 82 %, уровень осадков — 2066 мм, 2158 часов в году в Хойане стоит солнечная погода.

### Экология
С ростом числа туристов увеличились и экологические риски, в частности, загрязнение воздуха и шум. Спокойную атмосферу небольшого города нарушают туристические автобусы, такси и моторикши, которые заполняют узкие улицы. Кроме того, с увеличением числа туристических лодок выросло загрязнение реки Тхубон и моря вокруг Тямских островов, а также усилилась эрозия берегов. Шум от лодок мешает местным жителям и оказывает негативное воздействие на фауну болот. В деревнях, расположенных вокруг Хойана, из-за плохих дорог и недостатка мусоровозов крестьяне вынуждены сжигать твёрдые бытовые отходы или сбрасывать их в реки, что также отрицательно сказывается на экологии региона. Отсутствие современной канализационной системы привело к тому, что необработанные сточные воды гостиниц, ресторанов и прачечных сбрасываются в реку или море.
Другой проблемой для экологии Хойана является масштабное строительство новых отелей и ресторанов, особенно вдоль реки и морского побережья, а также вокруг дюн. Практически не ведётся контроль за вырубкой деревьев, которые используются для восстановления исторических зданий, производства сувениров, мебели и деревянных лодок.
Власти реализуют ряд программ, направленных на сокращение негативного влияния со стороны туризма и урбанизации. В частности, они ограничивают движение транспорта в старом Хойане, чтобы избежать шума, пробок и загрязнения воздуха; создают полностью пешеходные зоны; поощряют строительство новых отелей в стороне от перегруженного центра. По состоянию на 2015 год городские власти Хойана активно участвовали в нескольких экологических проектах — сортировке бытового мусора населением, минимизации использования полиэтиленовых пакетов, восстановлении кокосовых рощ в прибрежной зоне сельской общины Камтхань для защиты берегов.
Большой проблемой для деревянных построек старого Хойана являются термиты. Они появились в городе в 2006 году и быстро расплодились. После контакта с термитами более 150 древних домов получили значительные повреждения, несколько десятков зданий были признаны аварийными. Власти города обрабатывают здания специальными растворами, которые призваны защитить древесину от этих насекомых и их личинок, однако не все попытки истребить вредителей оказались достаточно эффективными.

### Тямские острова
Тямские острова (англ. Chàm Islands или вьет. Cù lao Chàm) расположены в Южно-Китайском море, приблизительно в 15 км от Хойана и устья реки Тхубон. Архипелаг состоит из восьми гранитных островков (Лао, Онг, Кхоме, Кхокон, Тай, Зай, Ла и Мо) общей площадью 15,5 км². 90 % площади островов заняты лесами, 7 % обрабатываются и 3 % заняты постройками. Население Тямских островов составляет 2,8 тыс. человек, крупнейшими посёлками являются Байонг, Байланг и Байхыонг на самом большом острове Лао (здесь же расположена наивысшая точка архипелага высотой 517 метров). Вся территория архипелага является местом гнездования птиц и относится к зоне экологического туризма. В 2009 году под патронатом ЮНЕСКО вокруг Тямских островов был создан биосферный заповедник Cu Lao Cham Marine Park площадью 33 гектара.
Тямские острова
Основные занятия населения — рыболовство, сфера услуг, рисоводство, добыча птичьих гнёзд, из которых готовят деликатесный суп, и сбор лекарственных трав. Туристов на Тямских островах привлекают виды природы, в том числе покрытые лесами холмы и песчаные пляжи, а также возможность покупаться и заняться дайвингом. Окрестные воды славятся богатой флорой и фауной, в том числе водорослями, кораллами, тигровыми креветками, кальмарами, крабами и моллюсками. На островах сохранились участки мангровых и влажных тропических лесов, где обитают различные виды саланганов. Самыми известными пляжами острова Лао являются Байтёнг, Байбим и Байонг.
Уже в эпоху династии Тан китайские корабли причаливали к Тямским островам для пополнения запасов пресной воды. Купцы Тямпы использовали острова для перевалки грузов на материк, в порт Хойана. В тямскую эпоху здесь торговали перцем, корицей, слоновой костью и ценными породами древесины. От эпохи правления князей Нгуен и императоров Нгуен на островах сохранились некоторые постройки, в частности, пагода Хайтанг, построенная в 1753 году в селении Байонг, и святилище Тханйеншао, построенное в 1843 году в селении Байхыонг, а также ряд плотин и водоёмов, которые орошали рисовые террасы во внутренних районах острова Лао. С началом туристического бума в Хойане архипелаг также стал популярным местом для морских туров, и Тямские острова за свою красоту получили прозвище «необработанные сапфиры».

## Население
Согласно переписи 2001 года в Хойане и ближайших сельских пригородах на площади 6147 га проживало 121,7 тыс. человек. По состоянию на 2006 год в Хойане проживало около 83 тыс. человек (в 1996 году — 76,9 тыс., в 1986 году — 61,8 тыс., в 1976 году — 68,1 тыс.). В том же году численность трудоспособного населения составляла 53 тыс. человек (в 1996 году — 32,7 тыс., в 1986 году — 30,9 тыс., в 1976 году — 35,5 тыс.). Число домашних хозяйств в 2006 году составляло 18,9 тыс. (в 1996 году — 16,3 тыс., в 1986 году — 12,4 тыс., в 1976 году — 11,3 тыс.). Больше всего жителей Хойана занято в туризме, хотя исторически экономика города опиралась на сельское хозяйство, рыбную ловлю и торговлю.
Подавляющее большинство жителей Хойана составляют вьеты, хотя у многих из них имеется примесь тямской крови, полученная в результате ассимиляции некогда крупнейшего народа провинции Куангнам. Кроме того, благодаря существовавшим ранее этническим анклавам иностранных торговцев и миссионеров, в городе немало вьетнамско-китайских, вьетнамско-японских и вьетнамско-европейских метисов. Существует небольшая община хоа (среди местных китайцев выделяются землячества кантонцев, чаошаньцев, хокло, фуцзяньцев и хайнаньцев, ведущие своё происхождение из соответствующих регионов Южного Китая, а также несколько обособленное землячество хакка). В Хойане, кроме традиционных буддистов, имеются конфуцианцы, даосисты, католики и протестанты, а также приверженцы сект каодай и хоахао.

### Религия и образ жизни
Большинство жителей Хойана формально являются буддистами, однако вьетская версия этой религии находится под сильным влиянием культа предков и других местных верований. У многих семей на домашнем алтаре есть статуя Амитабхи, многие семьи каждый лунный месяц соблюдают короткий вегетарианский пост. В то же время почти все вьеты совершают обряды в честь предков семьи (обычно у домашнего алтаря) и предков клана (в специальном семейном святилище, где поклоняются полумифическому «прародителю» и летописи клана). Небольшие семьи не имеют отдельных святилищ, как правило, они поклоняются только умершему патриарху и другим родственникам.
Кроме культа предков многие горожане поклоняются «пяти божествам дома» (Нгу ты зя дыонг), которые, как полагают вьеты, оберегают семью, определяют её судьбу и помогают вести домашнее хозяйство. В число этих божеств входят «бог кухни», «бог колодца», «бог ворот», «святой покровитель жизни» и «богиня процветания». Китайцы Хойана вместо двух последних божеств из «пятёрки» поклоняются «богу земли» и «богу дверей». Даже среди католиков и протестантов Хойана распространены традиционные верования.
Для жителей Хойана, как и повсеместно во Вьетнаме, семья и клан имеют ключевое значение в общественной жизни. Вьеты прежде всего имеют обязательства перед своей семьёй, что выражается в уважительном отношении к старшим поколениям и почитании умерших предков. На следующей ступени социальных отношений стоят деревня или квартал, являющиеся центром клана. В прошлом во главе семьи или клана стоял «патриарх», который решал внутренние конфликты, отвечал перед властями и оказывал влияние на внутреннюю политику деревни. Раньше каждый большой клан Хойана имел частную недвижимость — семейное кладбище с могилами предков, семейное святилище, общественный дом или зал собраний, где хранились семейные летописи и реликвии, а также отдельный праздник, во время которого почитали предков клана.
Многие местные жители отрицательно относятся к слишком открытым купальникам на пляже, а также к неподобающей одежде туристов, посещающих храмы, семейные святилища или залы собраний. Власти и значительная часть жителей Хойана строго регламентируют отношения между полами и формы развлечений. В соответствии с культурными нормами не приветствуются заведения с караоке, заведения со скрытыми формами проституции (обычно они маскируются под вывесками баров и парикмахерских), магазины бикини.
Образ жизни, развлечения и хобби жителей Хойана постепенно меняются, особенно среди молодёжи. Верования и строгие семейные ценности уступают место коммерции и западному культурному влиянию, на смену традиционным времяпрепровождению и коммуникациям приходят интернет и клубы, становятся популярными современная музыка и новые игры (футбол, теннис, бадминтон). Рост рабочего времени затрагивает семейные ценности. Горожане становятся всё более оторванными от деревень и семейных кланов, ориентируясь на индивидуализм и материальные ценности. Вместе с тем, всё большему числу жителей Хойана становятся доступны кондиционеры, телевизоры, микроволновые печи и компьютеры.

## Административное деление
Хойан делится на девять городских районов (phường): Каман (вьет. Cẩm An), Камтяу (вьет. Cẩm Châu), Камнам (вьет. Cẩm Nam), Камфо (вьет. Cẩm Phô), Кыадай (вьет. Cửa Đại), Миньан (вьет. Minh An), Шонфонг (вьет. Sơn Phong), Танан (вьет. Tân An) и Тханьха (вьет. Thanh Hà), и четыре сельские общины (xã): Камха (вьет. Cẩm Hà), Камким (вьет. Cẩm Kim), Камтхань (вьет. Cẩm Thanh) и Танхьеп (вьет. Tân Hiệp; занимает отдельный архипелаг — Тямские острова).
С юга материковая часть Хойана по реке Тхубон граничит с уездом Зуисуен (вьет. Duy Xuyên), с запада и северо-запада — с уездом Дьенбан (вьет. Điện Bàn). Кроме административного деления в Хойане имеются две зоны, учреждённые властями города для охраны культурно-исторического наследия. На территории первой зоны расположены кварталы старого города, здания в котором сохраняются в своём исходном состоянии. Первую зону окружает более обширная вторая зона, строительство в которой также строго регламентировано указами и нормативами (новые постройки не должны нарушать общий ансамбль, а также архитектуру и экологическую среду исторических памятников).

## Органы власти
Главным органом власти Хойана является народный комитет города, который подчиняется народному комитету провинции Куангнам. Народному комитету Хойана подчиняются народные комитеты районов и сельских общин. Кроме того, в подчинении городского народного комитета находятся специализированные управления и службы: департамент торговли и туризма, департамент культуры, информации и спорта, департамент здравоохранения, департамент образования и воспитания, департамент транспорта, департамент строительства, департамент планирования и инвестиций, департамент сельского хозяйства, департамент труда, инвалидов и социальных вопросов, исполнительный совет по искоренению голода и нищеты, руководящий совет городских проектов, руководящий совет центрального рынка, комитет по делам религии, комитет планирования семьи, центр культуры и спорта, центр управления и сохранения памятников, компания общественных проектов, межведомственная команда по проверке соблюдения городских правил. Эти структуры отчитываются также перед соответствующими управлениями провинциального уровня.
В каждом районе города имеются полицейские участки, которые отвечают за общественную безопасность и подчиняются городскому управлению полиции. В целом Хойан является безопасным городом. В 2007 году его посетило свыше 1 млн туристов, при этом было зафиксировано всего 125 преступлений. Городские власти, включая полицию и народную прокуратуру, борются с проституцией, мошенничеством и некачественным обслуживанием покупателей, а также с посредниками, которые заманивают туристов в магазины и швейные ателье, получая с этого процент. В 2015 году борьба с коррупцией в Хойане позволила вернуть в государственный бюджет свыше 34 млн донгов.
Многие организации и ассоциации, а также средства массовой информации, формально относящиеся к гражданскому обществу, в реальности тесно связаны с правительственными структурами. К таким относятся союзы молодёжи, женщин, пожилых граждан, ветеранов и крестьян, союз содействию образования. Все они строго структурированы и иерархичны, входят в орбиту Отечественного фронта Вьетнама и играют важную роль в донесении правительственных программ и инициатив широким слоям населения.

## Экономика

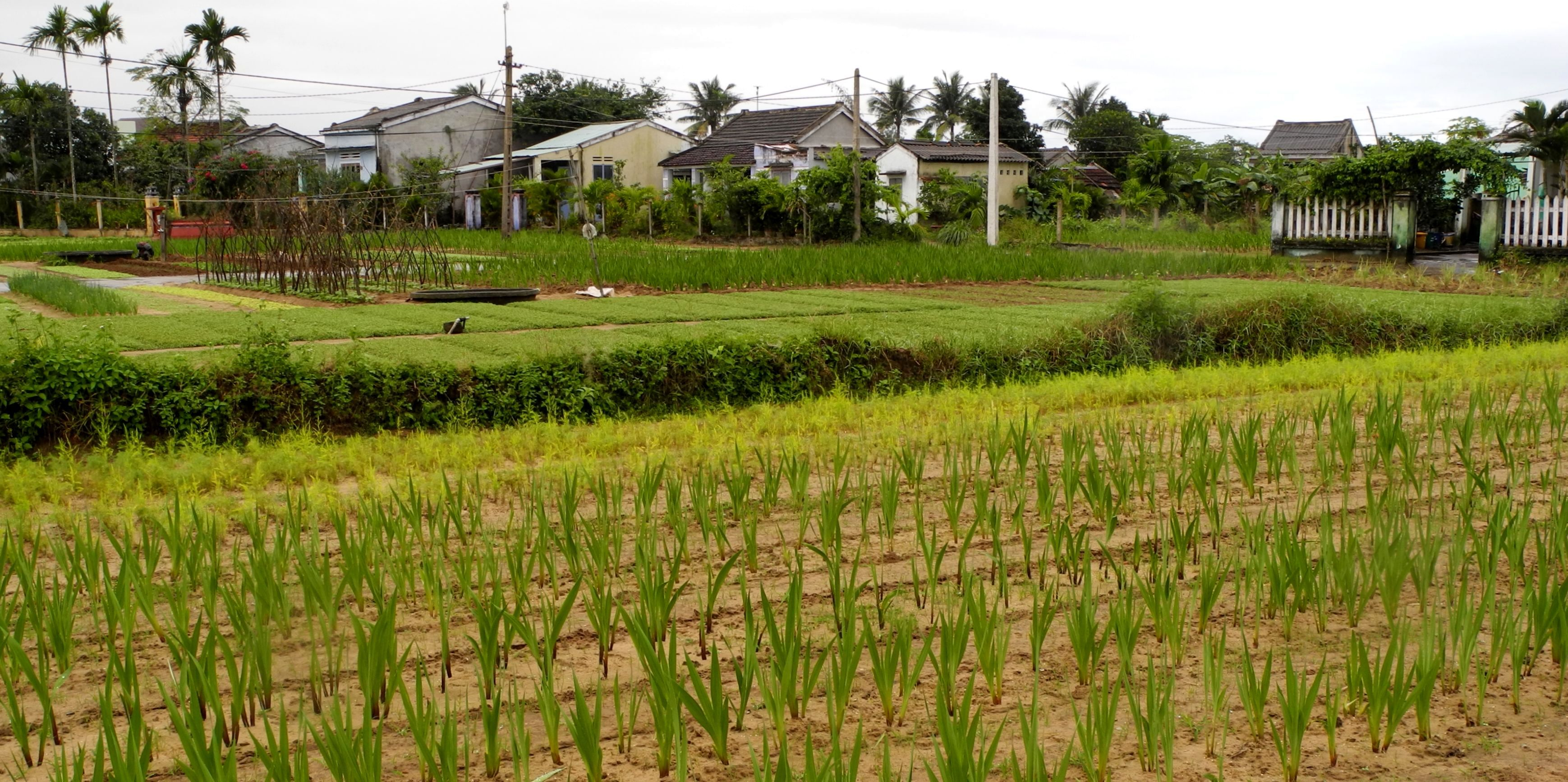
Поле в окрестностях Хойана

Основу экономики Хойана составляет туризм и сопутствующие отрасли — гостиницы, рестораны, бары, сувенирные магазины, лодки и велорикши, обслуживающие туристов. Кроме того, Хойан славится своими швейными и обувными мастерскими и ателье, которых здесь насчитывается несколько сотен, а также производством традиционной керамики, резьбой по дереву и рыбной ловлей. Между Хойаном и Данангом расположен большой промышленный парк Дьеннам—Дьеннгок (вьет. Điện Nam-Điện Ngọc).
Хотя плодородные земли, отведённые в Хойане под сельскохозяйственные культуры, ограничены и постоянно сокращаются, в экономике города сохраняет важное значение высокопродуктивный агробизнес, особенно заливное рисоводство, которое вьетнамские крестьяне практикуют на рисовых чеках. Фермеры выращивают рис на речных островах и аллювиальных участках, используя старые методы и инвентарь, включая запряжённых в плуг индийских буйволов. Многие крестьяне живут в простых бамбуковых домах и изготавливают большую часть инструментов своими руками, хотя нередко встречаются и зажиточные фермеры, построившие себе просторные кирпичные особняки. Основные сельскохозяйственные угодья сконцентрированы в общинах Камха, Камтхань и Камким, хотя небольшие фруктовые сады и огороды встречаются и в городских районах Хойана.
Сельское хозяйство, ранее доминировавшее в экономике региона, и местный климат существенно повлияли на характер и быт жителей Хойана. Крестьяне часто подвергаются ударам стихии, включая ежегодные штормы, идущие со стороны моря, и наводнения, вызванные разливами рек. Постоянные угрозы способствовали сплочённости сельских общин, которые совместно следили за состоянием каналов и прудов, совместно строили дамбы и дороги, совместно защищали рисовые поля и домашний скот.
Другой традиционной для Хойана отраслью хозяйства является рыбная ловля (в прудах, реке и море). Местные рыбаки используют различные снасти и методы ловли, в том числе разные виды сетей (самой популярной является «паук» или «зыбка»). Рыба и морепродукты поставляются как на внутренний рынок, в том числе на уличные рынки и в рестораны, так и на экспорт. В районе Хойана рыбаки сконцентрированы в деревнях Вонгни, Девонг, Фыокчать, Дайан и Танхьеп (районы Кыадай, Каман и Тямские острова).
Торговля, в которой издавна доминировали местные китайцы, является ещё одной традиционной отраслью экономики города. Сегодня Хойан больше не является крупным торговым портом, но, благодаря многочисленным туристам, розничная торговля здесь процветает. В городе много уличных рынков, старинных магазинов антиквариата, картин, ювелирных украшений, тканей и бумажных фонариков, а также сувенирных и бакалейных магазинов (по состоянию на 2007 год насчитывалось 202 магазина по продаже сувениров, художественных и ремесленных изделий, 180 магазинов одежды и тканей, 91 магазин по продаже обуви, сумок, ремней и фонариков). Оживлёнными торговыми районами являются Камфо, Миньан и южная часть Камтяу (наиболее популярные у иностранных туристов торговые кварталы расположены в районе пересечения улиц Чанфу и Нгуентхайхок с улицей Лелой). Колоритным местом является крытый продуктовый рынок (вьет. Chợ Hội An), северная часть которого выходит на улицу Чанфу, а южная — на набережную реки Тхубон. Розничные продажи товаров туристам составляют свыше 10 % от всей выручки туристического сектора Хойана.
Ещё во времена, когда Хойан процветал в качестве международного порта, местные красильщики и портные славились изготовлением тканей и одежды на любой вкус. В социалистическом Вьетнаме швейное дело и покрой ориентировались на местных жителей и внешний рынок, большинство рабочих трудилось на государственных фабриках, таких как Hoi An Export Garment Factory. Однако эти фабрики были неэффективными, во время экономической реформы 1986 года, известной как доймой, их приватизировали, а большинство сотрудников уволили. Лишь с началом туристического бума конца XX века швейное ремесло возродилось и сегодня в городе работают сотни швейных ателье и цехов, а также мастерских по изготовлению обуви, сумок, ремней и других аксессуаров (особенно развит сектор быстрого пошива костюмов или платьев, нацеленный на иностранных туристов). Также в Хойане имеется несколько мелких промышленных предприятий — пищевых фабрик, кирпичных заводов, в деревне Кимбонг строят деревянные лодки.
Важное значение имеет строительный и реставрационный сектор Хойана. С 1997 года, перед внесением старого города в список объектов всемирного наследия ЮНЕСКО, центральное правительство Вьетнама, правительство провинции Куангнам и городские власти Хойана начали инвестировать государственные средства в масштабное восстановление исторических объектов. Иностранные доноры также предоставляли средства и техническую экспертизу для проведения восстановительных работ в старом городе. Всего с 1997 по 2007 год было восстановлено 168 исторических зданий, принадлежавших государству, на общую сумму более 5,8 млн долларов США. Кроме того, между 1997 и 2006 годами в Хойане при долевом участии властей было отреставрировано около 1125 зданий, находившихся в частной собственности.
В 2010 году промышленность Хойана произвела продукции на 492,2 млрд донгов (41,2 % пришлось на деревообработку, 26,4 % — на текстильную и кожевенную промышленность, 23,5 % — на пищевую промышленность). Большинство предприятий Хойана, в том числе экспортных, сконцентрированы в промышленной зоне района Тханьха (производство мебели, одежды, обуви, сумок, керамических и стеклянных изделий, мешков). В том же году рыболовная отрасль Хойана произвела продукции на 320,1 млрд донгов (большая часть пришлась на креветки), сельское хозяйство — на 82,5 млрд донгов (в основном рис, овощи, свинина, мясо птицы и декоративные растения). В финансовом секторе Хойана представлены отделения и банкоматы всех ведущих банков страны — Vietcombank, Vietinbank, Agribank, BIDV Bank и Asia Commercial Bank.
В 2016 году валовая продукция Хойана составила 7423 млрд донгов, увеличившись по сравнению с 2015 годом на 12,9 %. Валовая продукция туристического и торгового сектора составила 5182,6 млрд донгов, увеличившись по сравнению с 2015 годом на 15,5 % (общий оборот торговли превысил 630 млрд донгов, увеличившись на 6,1 % по сравнению с предыдущим годом). Валовая продукция промышленности, включая ремёсла и строительство, составила 1632,6 млрд донгов (выросла за год на 9,2 %), валовая продукция сельского хозяйства, рыболовства и лесного хозяйства составила 609,9 млрд донгов (выросла за год на 2,5 %). Доход на душу населения в 2016 году достиг 36,8 млн донгов, при этом в городских районах он составлял 39,2 млн донгов, а в сельских коммунах Хойана — 28,9 млн донгов (в 2008 году доход на душу населения составлял в Хойане 17,2 млн донгов, а в 2009 году — 18,7 млн донгов). По состоянию на 2015 год площадь обрабатываемых земель составляла 1767,6 гектаров, из которых 778,4 гектара было занято под рис (производство риса составляло 4750 тонн, урожайность — 64,5 центнера с гектара).

### Ремёсла

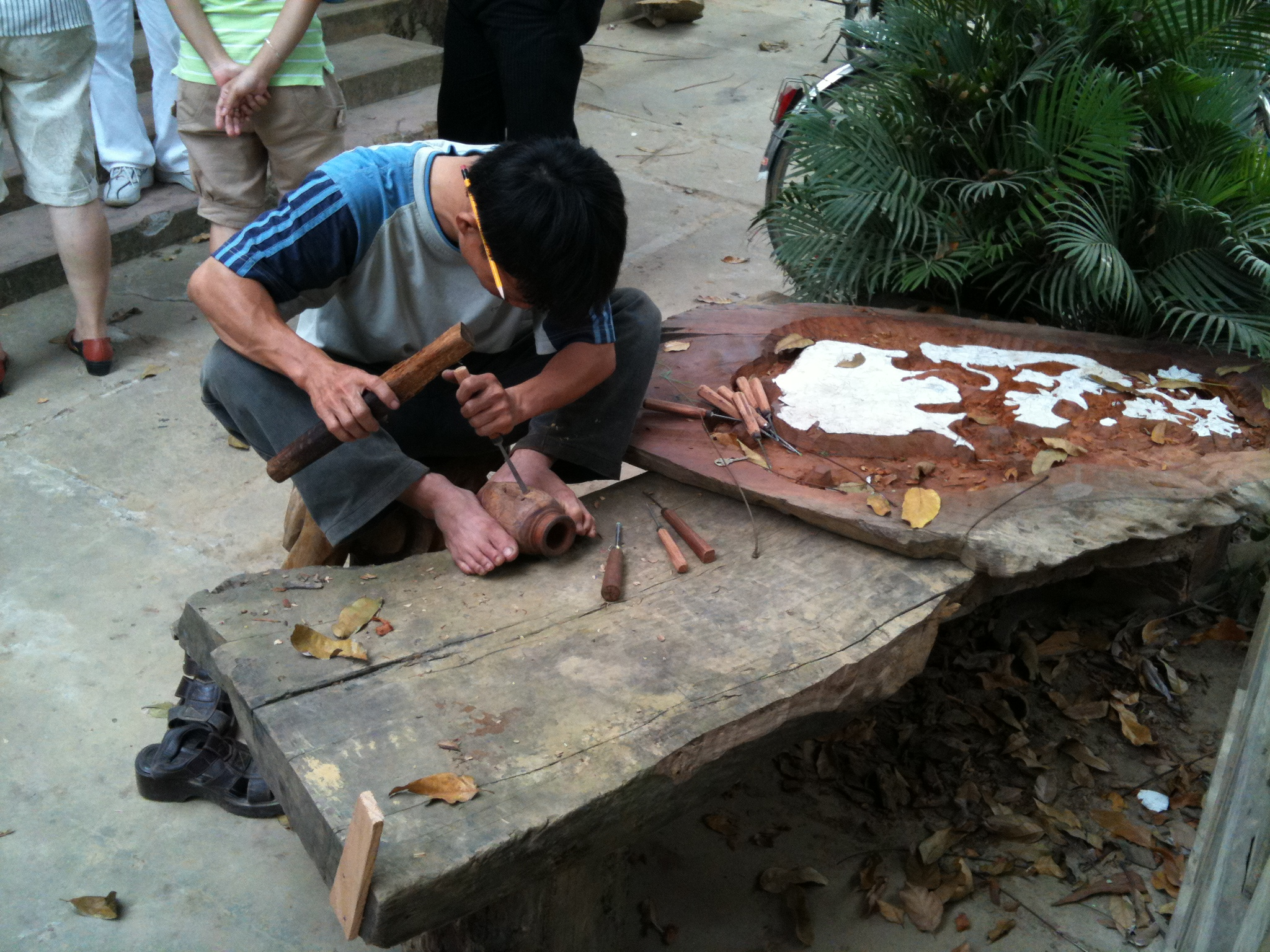
Деревня резчиков по дереву Кимбонг

Деревня Кимбонг, расположенная в общине Камким, на южном берегу реки Тхубон, славится своими плотниками и резчиками по дереву. Она была основана в конце XVI века переселенцами из Северного Вьетнама, которые принесли с собой традиции деревообработки. За многие века жители Кимбонга переняли методы и технологии обработки древесины у китайцев, японцев и европейцев, сформировав в конце концов собственный стиль. Усилиями плотников и резчиков Кимбонга были построены все старинные дома и храмы Хойана.
Мастерство плотников и резчиков Кимбонга ценилось настолько высоко, что Нгуены приглашали их строить и оформлять дворцы, павильоны, храмы и гробницы в цитадели Хюэ. Издавна ученики нанимаются к местным мастерам, годами постигают ремесло, а потом открывают свои мастерские. Современные плотники и резчики Кимбонга производят деревянные ворота, двери, окна, мебель, религиозные статуэтки и лодки.
Деревня Тханьха, расположенная в юго-восточной части одноимённого района Хойана, славится производством глиняной посуды и других керамических изделий (черепицы, напольной плитки, горшков, кухонной утвари). Часть продукции декорирована и рельефна, часть покрыта тёмно-коричневой или тёмно-жёлтой глазурью. Раньше в деревне производили кирпичи, но обжиговые печи были закрыты из-за дыма, загрязнявшего воздух. Деревня Тханьха была основана примерно в то же время, что и Кимбонг, и также выходцами из Северного Вьетнама (вероятно, вьетами из области современных провинций Тханьхоа и Нгеан).
Многие поколения хойанцев имели у себя в домах посуду и горшки, произведённые в деревне Тханьха. Близость к удобной пристани на реке Тхубон позволяла вывозить продукцию деревни в другие приморские области Вьетнама и даже за границу. И сегодня производство керамики в Тханьха имеет свои старинные гендерные особенности: мужчины преимущественно привозят и замешивают глину, в то время как женщины работают за гончарным кругом (одна женщина ногой вращает круг, а другая придаёт форму изделию). Затем мужчины выкладывают изделия на солнце для просушки, после чего везут обжигать в печи, нужная температура в которых достигается благодаря сжиганию дров.

### Туризм

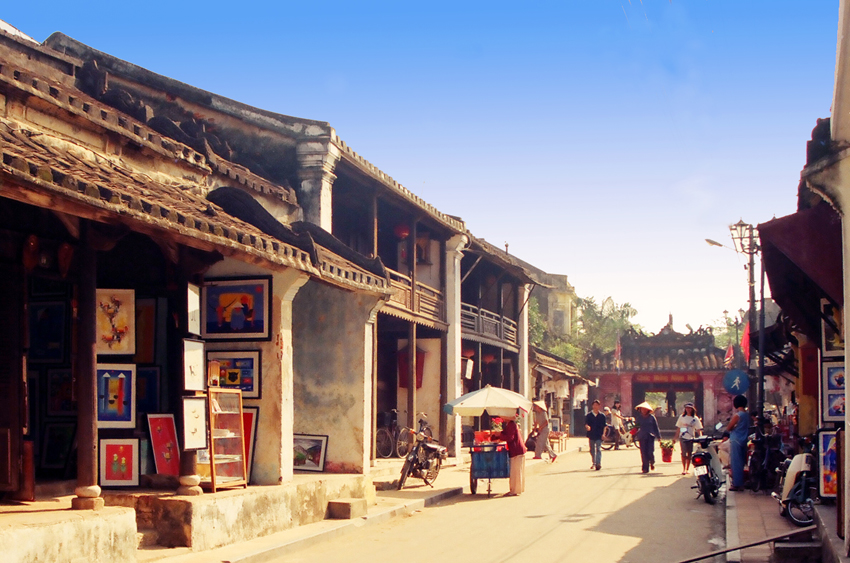
Старый город

Хойан иногда называют городом-музеем под открытым небом. На сегодняшний день в Хойане имеется свыше тысячи официально признанных зданий исторического значения. Среди них старинные китайские дома и магазины, руины тямских храмов, общественные здания, гробницы. Город также известен своими сувенирными и антикварными магазинами, большим количеством швейных мастерских. Кроме того, многочисленных туристов привлекают пляжи побережья, песчаные дюны и заповедник на Тямских островах.

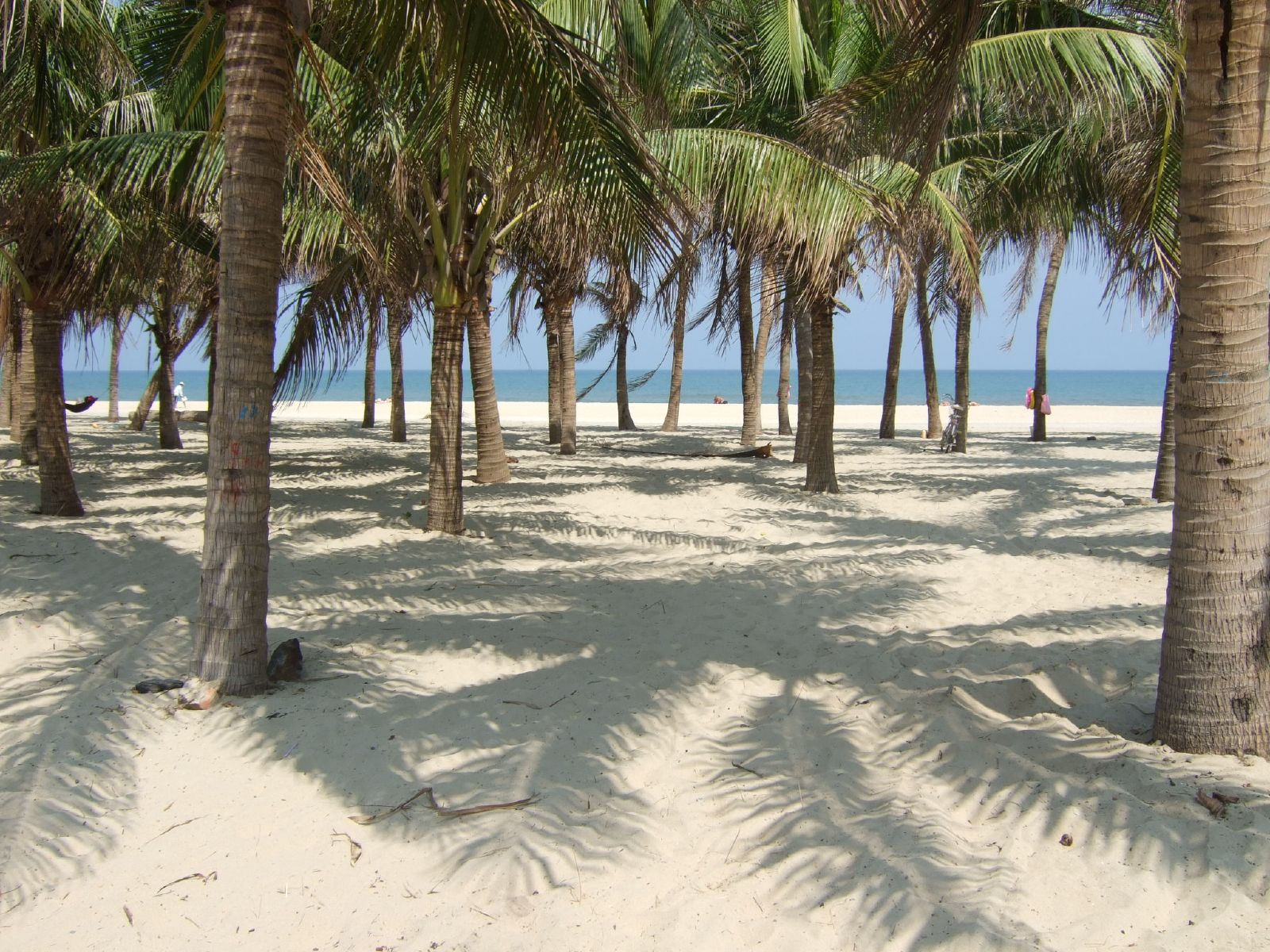
Хойанский пляж

Если в 1997 году Хойан посетило 140 тыс. туристов (в том числе 81 тыс. иностранных), то в 2007 году это число превысило 1 млн человек (в том числе свыше 600 тыс. иностранных туристов). С 1999 года доходы от туризма постоянно росли, средний ежегодный экономический рост города составлял около 13 %. Если в 1997 году оборот туристического сектора составлял 2,9 млн долларов, то к 2007 году он вырос до 38,4 млн долларов (34,4 млн пришлись на такие услуги, как поселение, питание, связь, массаж и спа-процедуры, входные билеты, транспорт, экскурсии, а 4 млн — на продажу товаров). По состоянию на 2007 год туризм, торговля и другие услуги обеспечивали 64 % совокупной выручки экономики Хойана, промышленность и строительство — 21 %, сельское и лесное хозяйство, рыбная ловля — 15 %.
По состоянию на 2007 год на гостиничный сектор приходилось почти 60 % оборота сферы туристических услуг. В городе работало 79 заведений на 3 тыс. номеров (в 1999 году было 530 номеров), в том числе 34 гостевых дома (10 % номеров), 26 одно-двухзвёздочных отелей (28 % номеров) и 19 трёх-пятизвёздочных отелей (56 % номеров). В Хойане представлены отели различных категорий, как местных, так и международных сетей. К первым относятся отели сети Vinpearl, принадлежащие миллиардеру Фам Нят Выонгу, ко вторым — отели Royal Hoi An французской сети Sofitel и The Nam Hai канадской сети Four Seasons.
Около 70 ресторанов и баров давали 25 % оборота сферы туристических услуг (большинство из них располагалось в отреставрированных исторических зданиях старого Хойана). В конце 1995 года власти Хойана ввели плату за посещение представлений, музеев, залов собраний, старых домов, храмов и других исторических памятников (в том числе Японского моста). В 2007 году общий доход, полученный с входной платы от туристов, составил почти 1,7 млн долларов (5 % оборота сферы туристических услуг).
По состоянию на 2007 год крупнейшими группами иностранных туристов, посещавших Хойан, были граждане Франции и Австралии, за ними следовали граждане Германии, США и Великобритании. Вслед за большой туристической «пятёркой» шли испанцы, японцы, канадцы, голландцы, датчане, шведы, новозеландцы, итальянцы, швейцарцы, бельгийцы, норвежцы и австрийцы.
В 2011 году Хойан посетило около 1,5 млн туристов, а в 2016 году — свыше 2,6 млн туристов, что на 17,9 % больше, чем в 2015 году. Доход от продажи входных билетов составил 172,5 млрд донгов, увеличившись на 36 % по сравнению с 2015 годом. К 2016 году в Хойане активно развивались новые виды туризма, в том числе туры на велосипедах, туры по окрестным деревням, дайвинг и водные виды спорта на Тямских островах. Власти и частный сектор инвестировали средства в инфраструктуру, в том числе в парковки, станции отдыха, общественные туалеты, а также в расширение пляжей и причалы для катеров.

### Транспорт
Хойан издревле извлекал выгоду из своего географического положения в устье реки Тхубон и наличия глубоководной защищённой гавани, способной принимать парусные торговые суда. Несмотря на свою историческую славу, сегодня Хойан не имеет собственного порта, действуют лишь небольшие причалы в районе Кыадай и возле моста Камнам. Деревянные лодки перевозят грузы и людей в отдалённые деревни, расположенные вдоль реки Тхубон, и туристов в пределах города. Кроме того, скоростные катера и несколько паромов обеспечивают регулярную связь между Хойаном и Тямскими островами (важнейший причал расположен в деревне Байонг на крупнейшем острове Лао). С началом туристического бума в конце 1990-х годов власти Хойана и провинции вложили большие средства в модернизацию транспортной инфраструктуры города.
Основной поток туристов прибывает в Хойан через международный аэропорт Дананга и международный аэропорт Чулай. Также в Дананге расположена ближайшая к Хойану железнодорожная станция, куда прибывают поезда из Ханоя и Хошимина. Между Данангом и Хойаном существует регулярное автобусное сообщение. В Дананге и Хойане можно взять на прокат автомобиль или воспользоваться такси. Кроме того, в Хойане широко распространён сервис по прокату мотоциклов, мопедов и велосипедов.
Среди туристов популярностью пользуются недорогие велорикши и моторикши. Через реку Тхубон в районе Хойана переброшено три автомобильных моста — Каукыадай в пределах города, открытый для движения в 2016 году, Каукаулау и Каукаулаумой западнее города (по последнему проходит автомагистраль 1A, являющаяся частью азиатского маршрута AH1). Важное значение имеют шоссе Хойан — Дананг имени Хо Ши Мина и шоссе из Хойана к границе с Лаосом (QL14D и QL14B). По состоянию на осень 2010 года в Хойане имелось 265,8 км дорог, в том числе 161,4 км дорог с бетонным покрытием, 87,9 км дорог с асфальтовым покрытием и 16,4 км дорог с грунтовым покрытием.
По состоянию на 2007 год с 8:00 до 11:00, с 14:00 до 16:30 и с 18:00 до 21:00 запрещено было движение легковых автомобилей, грузовиков и мотоциклов через исторический центр Хойана (лишь по вторникам и четвергам в это время разрешалось движение мотоциклов). Летом 2014 года власти Хойана запустили программу по расширению пешеходной зоны в старом городе, доступной лишь для велосипедов. Туристическим брендом Хойана стал слоган «Гуляющий город» (The walking town). Автомобильному транспорту и мотоциклам запретили въезжать в исторический центр с 8:30 до 11:00 и с 15:00 до 21:30 в летний период и до 21:00 зимой.
Речной транспорт и рыболовные суда

### Коммунальное хозяйство
Рост населения и числа туристов, увеличение доходов и потребления упакованных продуктов привели к тому, что в Хойане значительно увеличилось количество твёрдых бытовых отходов, особенно пластика. В 2003 году в городе была организована служба вывоза отходов. Хойан и окрестности обслуживают современные мусоровозы. Из центра мусор вывозится ежедневно, из периферийных районов — два раза в неделю. Однако система утилизации, несмотря на свою эффективность, испытывает трудности из-за увеличения количества мусора и оказывает всё большее давление на бюджет города. По состоянию на 2010 год в Хойане имелось 54 км электросетей, 58,1 км канализации, 108,7 тыс. м² тротуаров, свыше 3,3 тыс. деревьев.
Раньше старый район Хойана не имел современной системы канализации, и лишь с началом туристического бума конца 1990-х годов вдоль улиц начали прокладывать трубы для вывода сточных вод. Также были заасфальтированы дороги, проложены тротуары и дренажные системы, установлены уличные фонари. Однако новая инфраструктура не всегда удовлетворяет историческому характеру города. Например, гранитные тротуары, сооружённые в старом Хойане в 2006 году, не гармонировали с традиционным обликом фасадов и дворов.

### Занятость и уровень жизни
Туристический бум создал значительные возможности для трудоустройства в Хойане. С конца 1990-х годов появилось множество рабочих мест в таких секторах, как гостиничный и ресторанный бизнес, сопровождение туристов, швейное дело и покрой, транспортные услуги (такси, прокат велосипедов и мотоциклов), продажа сувениров и изготовление бумажных фонарей.
Согласно данным департамента статистики Хойана, в 2005 году в сфере обслуживания было занято 9,9 тыс. человек, в том числе в туристическом секторе — 3,3 тыс. человек. В 2006 году число занятых в сфере услуг выросло до 10,8 тыс. человек, в том числе в туризме — до 3,4 тыс. человек. В секторе пошива и покроя числилось 180 компаний, в которых работало около 400 человек (в Хойане сосредоточены лишь магазины и примерочные, а основная масса заказов выполняется в окрестных городках: хозяин отправляет размеры по мобильному телефону, работа продолжается всю ночь, а утром подрядчики на мотоциклах привозят в город уже готовые изделия; часть заказов поступает из-за рубежа через сайты).
Деревни, окружающие старый Хойан, такие как Кимбонг (резьба по дереву), Тханьха (керамика), Чакуэ (овощи и целебные травы), Тханьнам и Анбанг (морепродукты), также ощутили рост занятости. Это связано как с ростом спроса на их продукцию, продаваемую в Хойане, так и с ростом числа туристов, посещающих сами деревни. Однако в этих и других окрестных деревнях наблюдается и другая тенденция: более высокие заработки в сфере услуг приводят к тому, что молодёжь перестаёт заниматься традиционными промыслами своих родителей, а предпочитает выучиться востребованным в туристическом Хойане профессиям повара, бармена, официанта или переводчика.

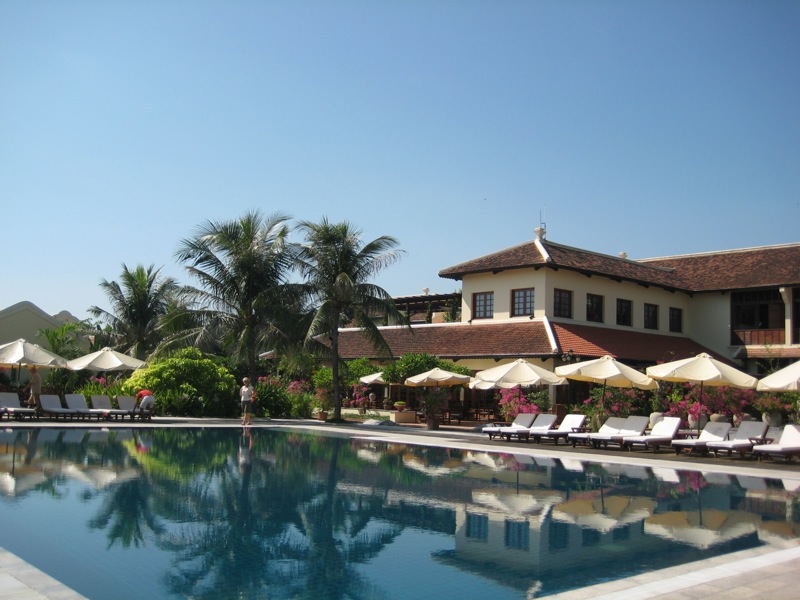
Отель Victoria в Хойане

Рост доходов от туризма и всей сферы услуг способствовал тому, что увеличились средние доходы местных жителей и сократился уровень бедности. Если в 2000 году число домашних хозяйств с низким уровнем дохода составляло 7,7 % от общего числа домашних хозяйств Хойана, то в 2007 году этот показатель сократился до 6,5 %. Уровень ежемесячных доходов на одно домашнее хозяйство вырос с 6,9 доллара в 2000 году до 16,25 доллара в 2007 году (или со 100 тыс. донгов до 260 тыс. донгов).
По состоянию на 2007 год в Хойане была меньшая доля домашних хозяйств с низким уровнем дохода, чем в среднем по стране (6,5 % против 14,7 %). Хотя ВВП на душу населения в Хойане (около 920 долларов) был намного скромнее, чем в Хошимине (2,8 тыс. долларов) или Ханое (2,4 тыс. долларов), всё же он превосходил ВВП других вьетнамских городов подобного размера или ВВП в среднем по стране (800 долларов).
С конца 1990-х годов особенно выросли доходы у тех жителей Хойана, кто инвестировал средства в туристический сектор и недвижимость, в том числе в отели, хостелы, рестораны, магазины и туристические агентства. Рост уровня жизни и наплыв иностранных туристов привели к росту цен на все товары и услуги. Например, стоимость поездки на моторикше в Хойане выше, чем в более богатых Дананге и Ханое, при этом водители не предоставляют местным жителям льготный тариф, предпочитая возить туристов. Также выросли цены на продукты питания, особенно те, которые пользуются повышенным спросом у туристов. Вследствие этого некоторые категории продуктов, например, морепродукты стали практически недоступными значительной части местных жителей.
Туристический бум и джентрификация старого Хойана привели к существенному росту цен на недвижимость, особенно в районе пешеходных улиц Чанфу, Нгуентхайхок и Лелой. Многие исторические здания, ранее принадлежавшие малообеспеченным семьям, купили частные инвесторы из Дананга, Хошимина и Ханоя (как для перепродажи, так и для коммерческого использования). Постепенно коренные жители стали покидать старый Хойан, перебираясь в более дешёвые и менее престижные кварталы. Кроме того, в старом городе стали закрываться социальные объекты, в том числе последние больница и аптека, на месте которых открылись коммерческие предприятия.
Такая же ситуация наблюдалась в прибрежной зоне районов Каман и Кыадай, где земли пляжей и дюн были зарезервированы исключительно под строительство дорогих курортов и отелей. Многие рыбацкие посёлки были выселены в другие места, часто без какой-либо компенсации. Рыбаки, отказавшиеся переезжать и оставшиеся без средств к существованию, были вынуждены искать работу в секторе услуг. В 2010 году в сфере промышленности и ремёсел было занято 5,8 тыс. человек (в том числе в домашних хозяйствах — 3,2 тыс. человек, в государственном секторе — 0,9 тыс. человек), в сфере рыбной ловли — 4,8 тыс. человек, в сфере сельского хозяйства — 4,8 тыс. человек. По состоянию на 2015 год в Хойане насчитывалось 154 домашних хозяйства с низким уровнем дохода, которые составляли 0,7 % от всех домашних хозяйств города.

## Здравоохранение
В XVI—XVII веках Хойан являлся крупнейшим центром традиционной медицины центрального Вьетнама. Препараты были известны как «северная медицина», если импортировались из Китая, и «южная медицина», если производились внутри страны. Множество традиционных аптек и лечебных салонов располагались вдоль улиц Чанфу, Нгуентхайхок, Хоангвантху и Лелой. До начала XX века, когда в Хойане стала распространяться западная медицина, в город стекались пациенты со всех уголков страны. Сегодня традиционная медицина всё ещё сохраняет свою популярность в Хойане, многочисленные аптеки, массажные салоны и клиники принимают местных жителей и туристов, которые ищут альтернативу западной медицине. Однако большинство жителей обращаются за помощью в так называемые «медицинские станции», имеющиеся в каждом районе.
В Хойане имеется несколько современных больниц, в том числе частная Тихоокеанская больница в районе Камфо и государственная Хойанская больница в районе Шонфонг (при ней действует станция скорой помощи). Кроме того, в городе работают медицинская консультация, резервный центр здравоохранения и 12 районных медицинских станций. По состоянию на 2010 год в сфере здравоохранения работало 268 человек, включая 17 фармацевтов. Власти города проводят мероприятия по профилактике заболеваний и планированию семьи, следят за безопасностью пищевых продуктов. В 2016 году 81 % жителей Хойана были вовлечены в медицинское страхование.

## Образование
По состоянию на 2007 год в Хойане было 36 учебных заведений, в том числе 12 детских садов (3,8 тыс. учеников), 14 начальных школ (5,9 тыс. учеников) и 10 средних и высших школ (6 тыс. учеников). Кроме того, в городе базируются кампус университета имени Фан Тяу Чиня, Центральный колледж электроэнергетики и Технологический колледж, готовящий экономистов и специалистов по ирригации. По состоянию на 2016 год в городе работало 37 учебных заведений.

## Культура и искусство

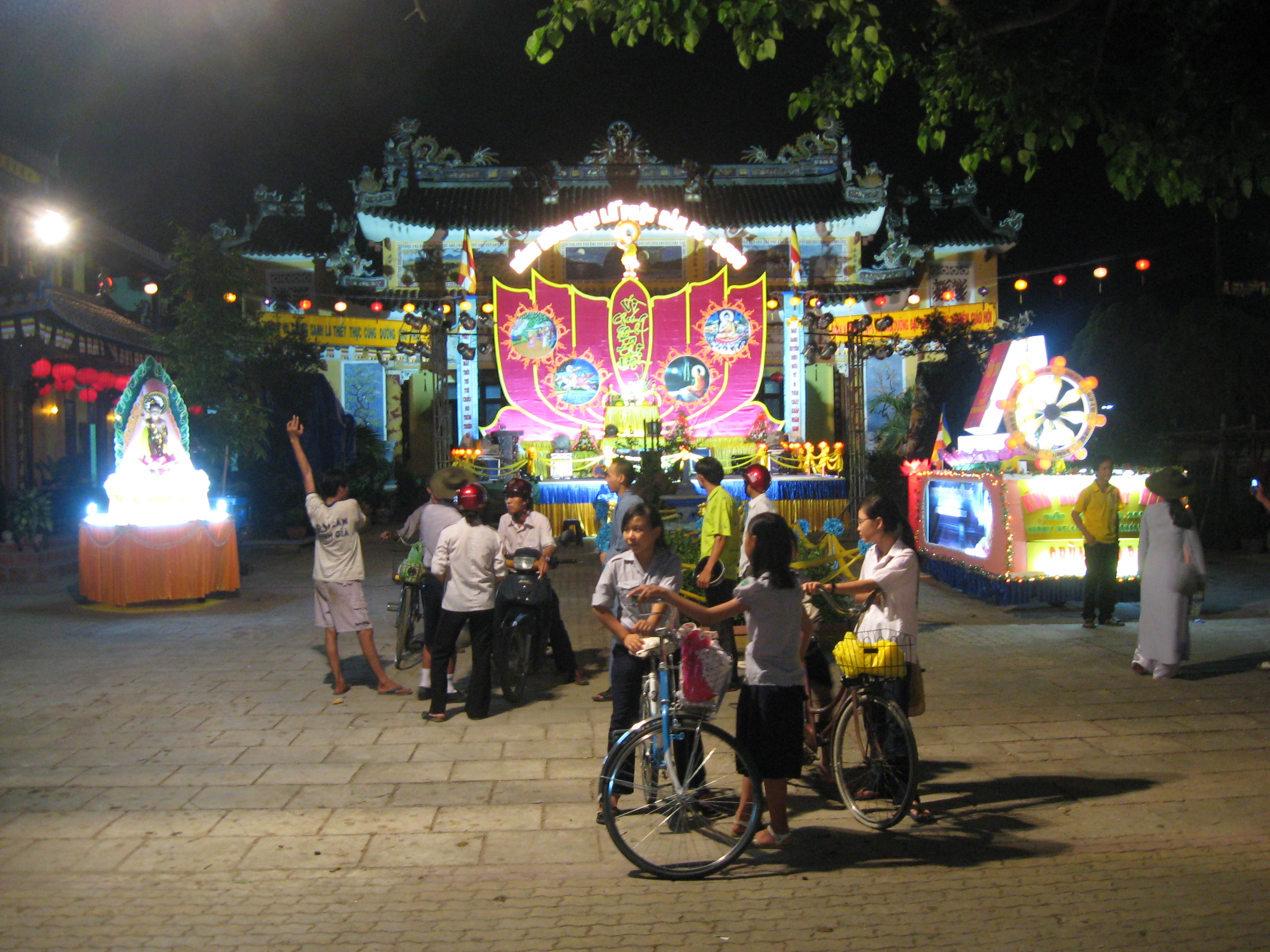
Празднование Тета в Хойане

В соответствии с сельскохозяйственными сезонами и лунным календарём жители Хойана отмечают множество праздников и практикуют различные ритуалы. Главными среди них являются молитвы о хорошем урожае и хорошей рыбалке, ритуалы для божества земли и только что посаженного риса, ритуалы в честь годовщины смерти предка и годовщины смерти известного монаха Минь Хая, ритуалы поклонения Огненному императору и духам-хранителям домашнего очага, ритуал поминовения королей Хунгов, обряд поиска душевного спокойствия, обряд защиты от злых духов, торжества по случаю дня рождения Будды и новогодний праздник Тет.
Праздник Тет («праздник нового утра» или «праздник первой полной луны») традиционно празднуется с членами семьи. Улицы и дома Хойана украшают цветами и фруктами, горожане повсеместно проводят ярмарки и народные гулянья, запускают фейерверки.
Фуцзяньское землячество Хойана отмечает Лук тань Выонг зя — «праздник шести королевских семей». В зале собраний этой общины почитают шесть полководцев, которые прибыли из уезда Ман провинции Фуцзянь для защиты династии Мин, но погибли в сражении. Во время праздника готовят традиционные блюда (в том числе лапшу и вонтоны) и проводят различные ритуалы. Празднование «дня предков» (тхань минь) сопровождается посещением деревенского кладбища, уборкой могил и приготовлением специальных блюд — «плавающих пирогов» и пяти разноцветных видов клейкого риса, приготовленных на пару.
В день рождения Будды принято украшать пагоды и храмы, а также выпускать на волю птиц и рыб, которые содержались в клетках и аквариумах. Летом широко отмечается Тет доан нго или Праздник драконьих лодок. В этот день семьи готовят маленькие рисовые пирожки в форме пирамиды, «китайские» пироги, клейкий рис на пару, жареную утку, лапшу по-куангнамски, сладкие супы и фруктовые блюда. Кроме того, проводятся различные ритуалы, призванные отогнать злых духов и демонов, избавить членов семьи от болезней (например, горожане жарят муравьёв и термитов, кладут в ванну к младенцу ящерицу, собирают лекарственные листья и травы, гадают на яйце).

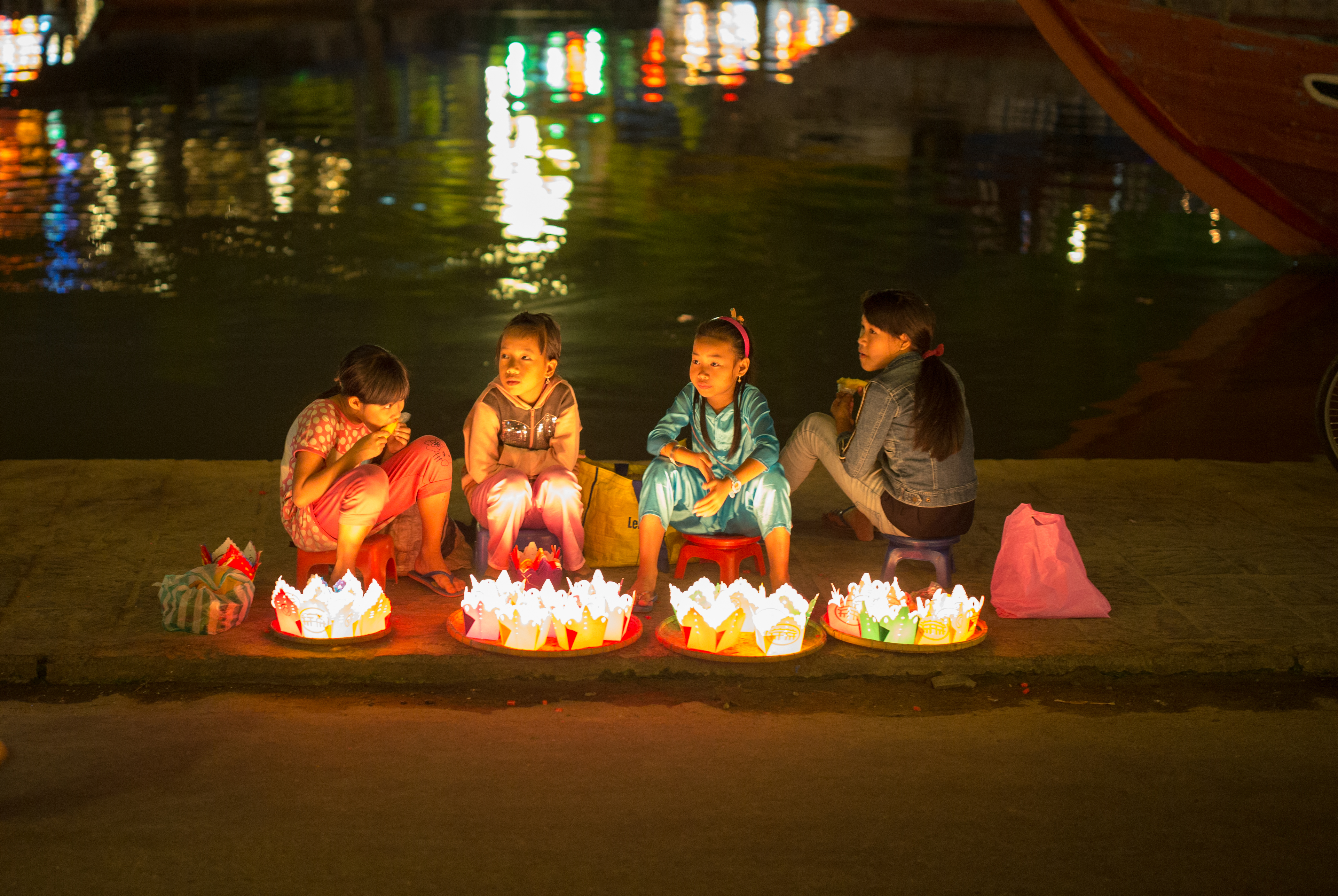
Продажа свечей на набережной Хойана

Праздник Куан Конга посвящён смерти одноимённого героя эпохи Троецарствия (он же Куан Ву и Гуань Юй), который олицетворял храбрость, благородство и справедливость. Торжества проходят в храме Куанконг и пагоде Онг, которые были построены в начале XVII века китайской общиной Хойана. В праздник Тет чунг нгуен (он же «праздник голодных духов» или «день блуждающих душ») принято молиться Будде и просить отбросить все несправедливые обвинения в адрес умерших предков и других духов. Семьи размещают фигуру бодхисаттвы Кшитигарбхи на высокой платформе, а по углам ставят статуэтки божеств Севера, Юга, Востока и Запада. Всю ночь проводятся различные обряды, а также готовятся угощения — рис, пироги и мясо.
Во время Тет чунг тху («праздника середины осени»), посвящённого детям, горожане изготавливают или покупают костюмы драконов и единорогов, а также фонарики в виде звезды. На улицах Хойана до поздней ночи происходят представления: танцы дракона и единорога, цветочные танцы, запуски фонарей, выступления барабанщиков. Родители традиционно угощают детей «лунными пряниками».
В пагоде Тюк Тхань, которая расположена в районе Танан, ежегодно отмечается годовщина смерти монаха Минь Хая, который и основал этот храм в 1454 году. Начало новогодних праздников знаменует собой церемония в честь Тао куана («бога кухни»), который управляет делами семьи и отчитывается перед небесами. Чтобы проводить бога в поездку на небеса, семья готовит ему сладкие блюда, в том числе сладкий клейкий рис, различные фрукты и подслащённую кашу (церемония сопровождается поклонением огню).
Важное значение имеет «праздник кита», которому поклоняются все рыбаки провинции Куангнам. Жители Хойана верят, что почитание божества в образе кита принесёт хороший улов и процветание рыбацких деревень, а также поможет рыбакам в непогоду. Во время праздника выступают коллективы традиционного вьетнамского театра хатбой, горожане украшают храмы, здания и лодки. К алтарю кита приносят щедрые подношения, в которые нельзя класть морепродукты. Затем в море отправляется процессия из рыбацких лодок.
Праздник Нгуентьеу широко отмечают китайцы Хойана, наиболее массовые торжества проходят в залах собраний чаочжоуской и кантонской общин. В ходе ритуалов почитают Шэнь-нуна и божеств-покровителей кланов, молятся о богатом урожае, здоровье и богатстве. Праздник сопровождается чтением поэзии,
запуском фонарей и розыгрышем лотереи, всех гостей угощают течойныок — пирожками из клейкого риса с начинкой из бобовой пасты, политыми имбирным сиропом (вьетнамский вариант танъюаней).
Во время праздника Лонгтю религиозные церемонии проводятся для защиты от болезней и эпидемий, а также для изгнания злых духов из жилищ. Горожане воскуряют ароматические палочки, под песнопения «прячут» защитные амулеты и талисманы, произносят магические заклинания, призванные остановить болезни, «бросают» злых духов в реку. После череды ритуалов начинаются торжественные процессии, народные гулянья и совместные трапезы. Символом праздника является «королевская» драконья лодка, которую проносят через город и спускают в море. В уезде Зуисуен, который с юга граничит с Хойаном, отмечают праздник богини реки Тхубон, унаследованный вьетами от древних тямов. Праздник сопровождается религиозными церемониями, водной процессией, регатой нескольких команд гребцов, традиционными танцами и песнями.
Дети в Хойане играют во многие традиционные игры: мальчики бросают стеклянные шарики и монеты о стену (дакьен, тангтьен), девочки прыгают на скакалке и рифмуют слова, все вместе они играют в «следуй за лидером» (ронгран) и прятки (чонтим). Развлечения взрослых связаны преимущественно с азартом и пением: тёйга (петушиные бои), тотом (карточная игра), байтёй («пение сторожевой башни»), тхайбойбатхео («гадание на ловле свиней») и нембыой («бросание помело»), в питейных заведениях широко распространено караоке. Обычно в этих играх участвует много людей при большой аудитории, они проводятся во время праздников или на выходных в центре Хойана.
В последние десятилетия из-за изменения образа жизни хойанцев многие аспекты культурного наследия исчезают. Жители отходят от таких традиционных занятий, как сельское хозяйство и рыбная ловля, предпочитая работать в сфере услуг или промышленности. В результате этого множество игр, праздников, событий и ритуалов, особенно связанных с аграрными и рыболовными традициями, больше не практикуется в повседневной жизни. Однако с началом туристического бума власти и общественность осознали привлекательность народных традиций и стали организовывать, в том числе и для туристов, различные культурные фестивали и мероприятия.

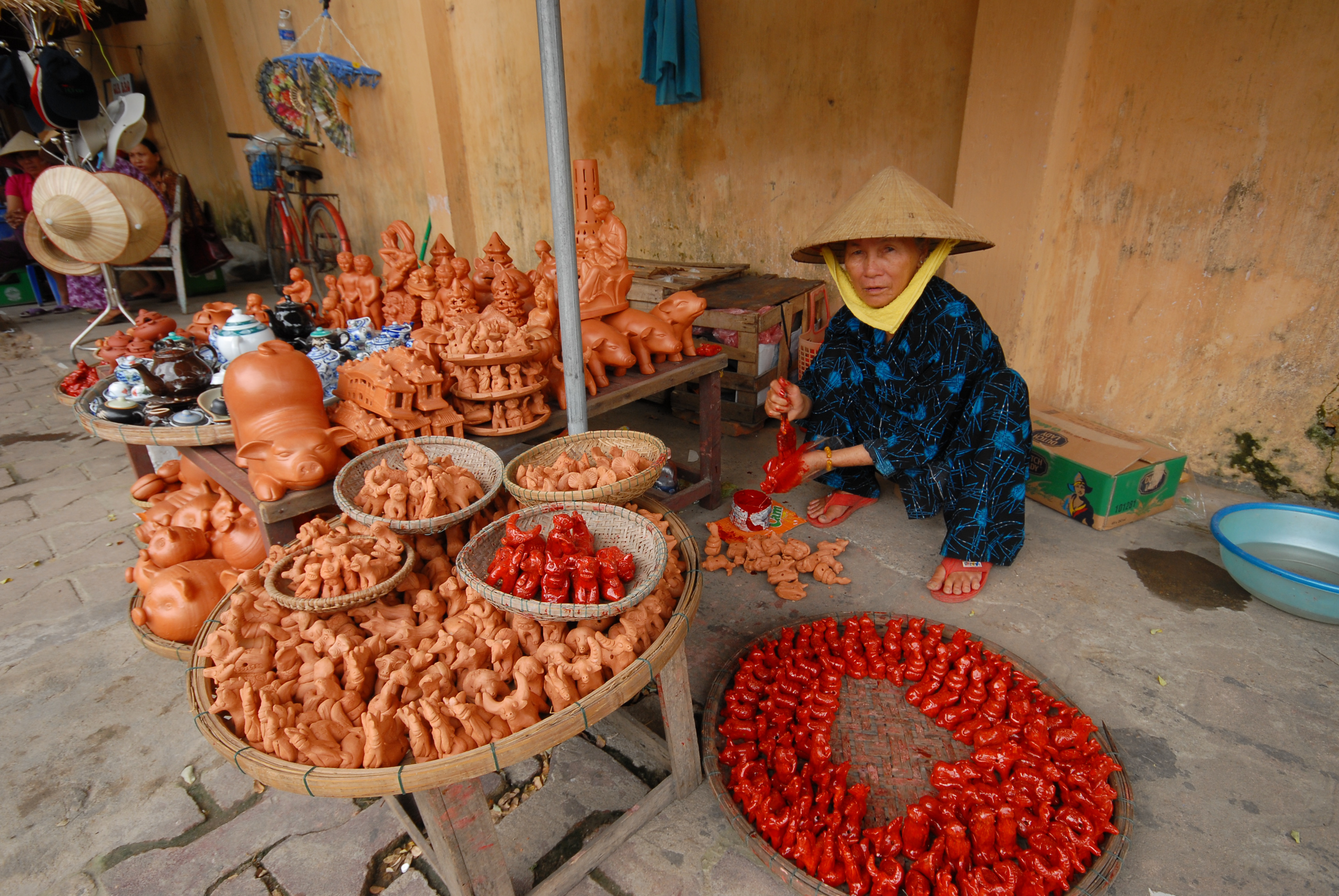
Продажа традиционных глиняных фигурок

Наиболее популярным является ежемесячный фестиваль «Легендарная ночь», который власти города организовывают с 1995 года. Это мероприятие сопровождается исполнением народных песен и танцев, а также игрой на традиционных музыкальных инструментах. Старые кварталы Хойана украшают цветными бумажными фонариками и гирляндами, на реку спускают бумажные плоты, украшенные горящими свечами, на улицах готовят традиционные деликатесы и продают сувениры, изготовленные ремесленниками.
Наряду с поддержкой культурных мероприятий власти Хойана активно поддерживают традиционные деревенские ремёсла и промыслы, в том числе резьбу по дереву в деревне Кимбонг, гончарное дело в деревне Тханьха, овощеводство в деревне Чакуэ (там до сих пор применяются бамбуковые водяные колёса, с помощью которых крестьяне поливают свои огороды) и рыболовные промыслы вдоль побережья. Эти деревни включены в туристические маршруты и имеют налоговые преференции.

### Исполнительские искусства
В Хойане широко представлены народное и другие виды пения, танцевальные постановки, театрализованные и музыкальные представления, имеются Хойанский театр традиционного исполнительского искусства, Хойанский кукольный театр на воде и другие театральные площадки. Темами народных песен чаще всего становятся работа по дому, производство ремесленных изделий, чувства крестьян и рыбаков, истории о борьбе за свободу и Вьетнамской войне. Например, среди песен о повседневных заботах есть темы о приготовлении извести, обработке риса, корицы и плодов ареки, воспитании детей. Обычно такие песни поют женщины во время домашней работы.
Другие песни исполняют мужчины и женщины, работающие в полях (это помогает им забыть о трудностях и служит источником мотивации). Они меняются между собой, напевая в антифонном стиле. Стиль бачао («прощальных песен») распространён в рыбацких деревнях центрального Вьетнама. Исполнители подстраивают своё пение под гребки, совершаемые большими вёслами. Обычно в хоре три или четыре солиста и от 10 до 14 обычных «гребцов». Пение сопровождается музыкой, исполняемой на традиционных инструментах. Стиль бачао играет важную роль в духовной жизни рыбаков Хойана, которые адресуют свои песни «богу-киту», отвечающему за хорошую погоду и безопасность во время ловли.
Во время праздника середины осени повсеместно исполняются танец дракона и танец льва, уходящие своими корнями во вьетнамско-китайские традиции. Несколько человек надевают длинный костюм и танцуют под ритмичные удары барабана. Другие танцоры сопровождают процессию, держа в руках флаги и фонари. Танец исполняется, чтобы отогнать злых духов и просить у богов здоровье, счастье, процветание и хороший урожай. Раньше в Хойане среди местных китайцев был очень популярен стиль зухо, появившийся в начале XX века, однако со второй половины 1970-х годов вышедший из употребления. Во время праздников группы приблизительно по 20 человек пели и играли на различных музыкальных инструментах, а ударники высоко подбрасывали и синхронно ловили свои палочки и тарелки. Кроме того, игра сопровождалась выступлениями акробатов и огнедувов.

### Кухня

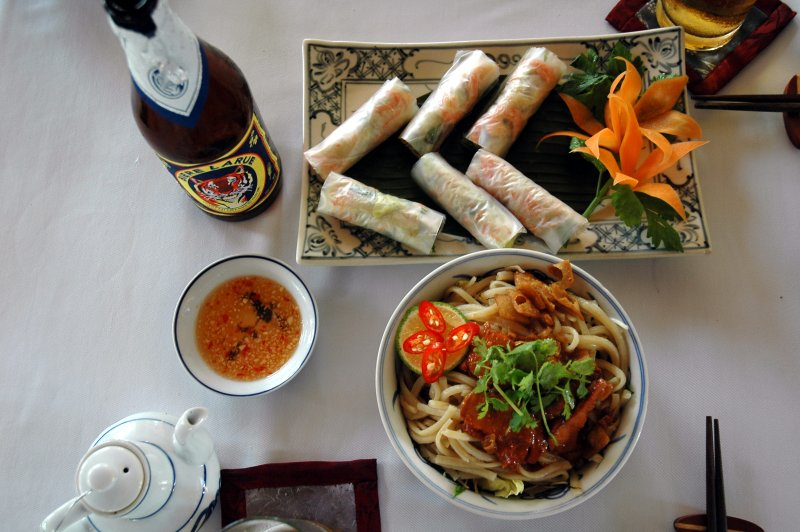
Роллы с начинкой и каолау

Традиционная кухня Хойана имеет свои особенности, основанные на местных продуктах и специях. В ней преобладают морепродукты, включая креветок, крабов и кальмаров, рыба, различные овощи и рис. К наиболее популярным блюдам относятся каолау (лапша с морепродуктами и овощами), микуанг (лапша с креветками и крабами), фо-га (куриный суп с лапшой), фо-бо (суп с лапшой и говядиной), тебап (кукурузный пудинг с сахаром), баньчангдап (блинчики из жареного риса и риса на пару), баньсео (острый жареный пирог со свининой и креветками), нэмы (роллы из рисовой бумаги), тамхыу (креветки и свинина с луком), ныокмамзань (ферментированный рыбный соус) и ныоктям (соус из перца чили, чеснока, имбиря, сахара и рыбного соуса). Самым любимым блюдом горожан и туристов является каолау, который готовят из специального сорта рисовой лапши, обжаренной с ростками сои. Затем к лапше добавляют морепродукты, свинину, овощи, перец чили и подают в миске с кисло-сладким соусом.
Множество традиционных блюд готовится с помощью жарки, основными методами являются тьен, сао, ым, тяй и рам. В городе представлены как уличная еда и недорогие закусочные, так и европейский фастфуд и рестораны высокой кухни при дорогих отелях. Хойанские блюда китайского происхождения включают пирожки с различными начинками (включая баоцзы и фуцзяньские пирожки с жареной свининой), вонтоны с морепродуктами и грибами, баньбао-баньвак (пироги «белая роза»), сладкие супы, ком-зыонгтяу (кантонский жареный рис) и «фуцзяньский батат». Другие культуры также оставили заметный след в местной кухне: в ресторанах Хойана повсеместно подают индийское карри (cà ri), тайский суп с морепродуктами том-ям и европейские говяжьи стейки (бо-биттет). Среди напитков широко распространены кокосовое молоко, бобовое молоко с сахаром, соевое молоко с сахаром, листовой чай, рисовое вино и сок ботвы с Тямских островов.

### Музеи
В Хойане находится несколько музеев, четыре из которых — Музей народной культуры, Музей истории и культуры, Музей торговой керамики и Музей культуры Сахюинь — размещаются в отреставрированных исторических зданиях. В Музее народной культуры представлены традиционные ремёсла и артефакты из деревенской жизни. Открывшийся в 2005 году музей занимает самый большой деревянный двухэтажный дом в старой части Хойана. Музей истории и культуры демонстрирует артефакты доисторического периода, культур Донгшон и Сахюинь, тямского периода, периодов Дайвьет и Дайнам. Он размещается в бывшей пагоде Цюаньинь XVII века, смежной с храмом Гуань Юя.
В Музее торговой керамики рассказывается о древних торговых маршрутах, а также представлена керамика XIII—XVII веков из Японии, Китая, Ближнего Востока, Юго-Восточной Азии и различных частей Вьетнама. Музей, основанный в 1995 году, располагается в традиционном двухэтажном деревянном здании с большим внутренним двором, построенном в середине XIX века во вьетнамско-японском стиле. В Музее культуры Сахюинь выставлена самая богатая во Вьетнаме коллекция артефактов, относящихся к этой археологической культуре. Экспонаты рассказывают о древнем населении страны и о его контактах с культурами соседних регионов. Музей, основанный в 1994 году, базируется в двухэтажном кирпичном особняке, построенном во французском колониальном стиле. Также в Хойане расположены Терракотовый парк, в котором выставлены различные керамические изделия и уменьшенные копии памятников архитектуры, художественный музей драгоценных камней и музей-галерея драгоценного наследия, где выставлены фотографии и оригинальные костюмы национальных меньшинств Вьетнама,
собранные французским фотографом.

### Аутентичность
Преобразованию исторических зданий в старом Хойане в отели, магазины и рестораны активно способствовали муниципальные власти. Эти трансформации увеличили доход со стороны туристов, но в некоторых случаях они нарушили аутентичность наследия. Вслед за оттоком коренного населения в старом городе сократилось число традиционных магазинов, ориентированных на местных горожан, а не на туристов. Многие жильцы сдают свою недвижимость в старом городе под коммерческие объекты, а сами переезжают на окраины. Другие остаются в здании, но большую часть помещений используют под «живой музей», доступный для туристов. Таким образом, экстерьер и структура зданий сохраняются, а их функции и среда обитания кардинально меняются. Власти и коммерсанты оценивают эти изменения как положительные, но многие туристы критикуют старый Хойан за потерю подлинности, недостаток реальной жизни, превращение многих элементов культуры и быта в театрализованное представление.
Жители Хойана компенсируют недостаточную аутентичность повседневной жизни старого города новыми культурными продуктами, такими как фонарики из шёлка и бумаги или живопись, но это не традиционные изделия Хойана, они появились и прижились в городе на волне туристического бума благодаря творческому потенциалу горожан. Многие традиционные праздники, обряды и ритуалы стали развлечением для туристов и потеряли своё изначальное духовное значение. Даже рыбалка на реке Тхубон из промысла превратилась в способ заработать денег с туристов за фотографии. У туристов есть спрос на культурные мероприятия, но они желают видеть события, значимые для местных жителей, а не просто развлекательные шоу.

## Архитектура и достопримечательности

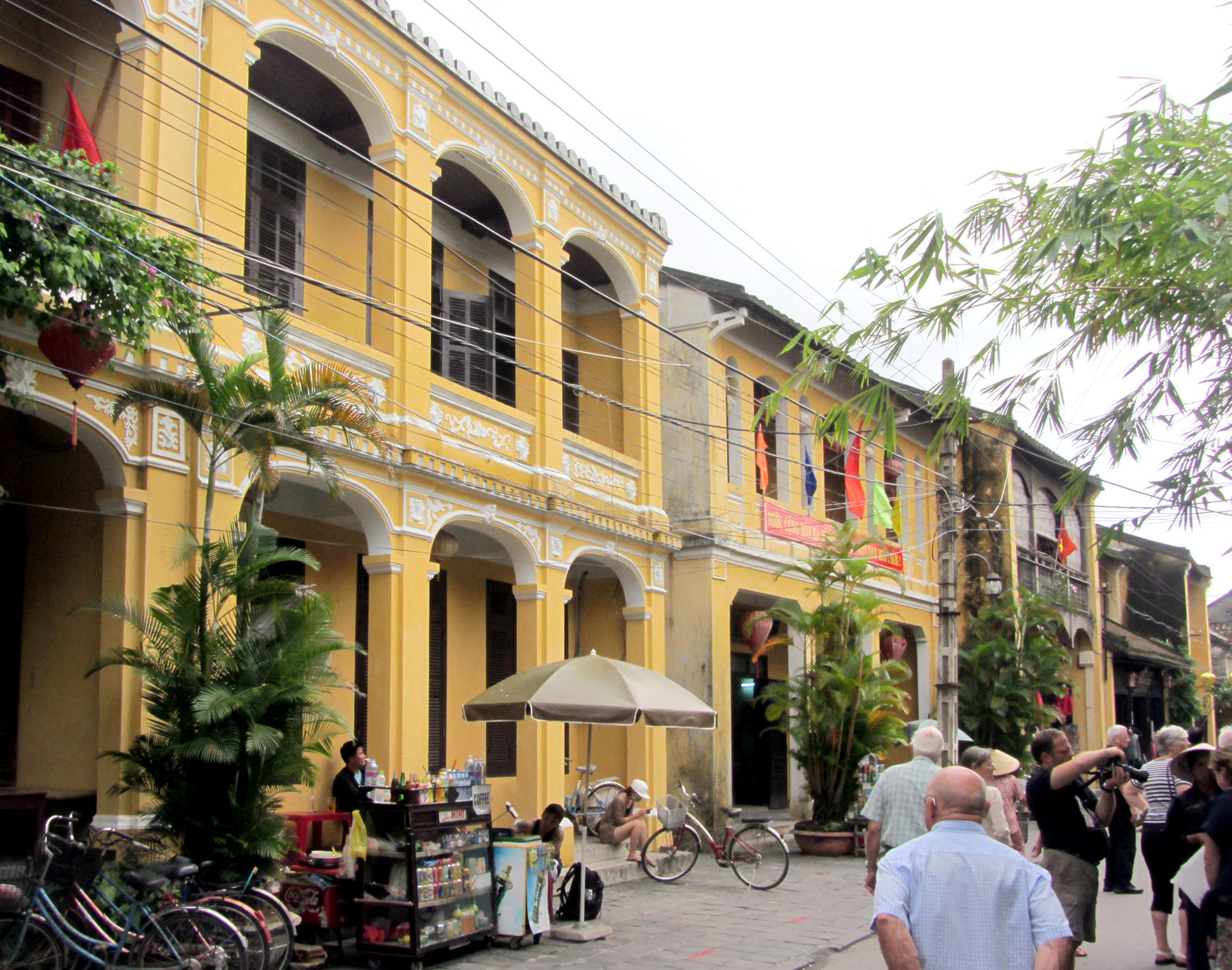
Улица Нгуентхайхок

Согласно археологическим раскопкам и историческим документам, первые поселения на месте Хойана возникли в районе современных улиц Нгуентхиминьтхай (район Камфо) и Чанфу (район Миньан). Из-за наносов ила и изменения русла реки район древнего порта постепенно смещался на юг. Улица Нгуентхайхок была создана в конце XVIII — начале XIX века как раз для того, чтобы транспорту было удобнее подъезжать к этой портовой зоне. Старые улицы, идущие с востока на запад параллельно реке, пересекают перпендикулярные улицы, идущие с севера на юг. Эта сетка улиц сильно отличает Хойан от традиционных деревень, в которых планировка накладывается на лабиринт узких извилистых улиц, хаотично проложенных согласно ландшафту.
Главным туристическим объектом Хойана является старый город (вьет. Phố cổ Hội An), охраняемая площадь которого составляет 30 га (ещё 280 га составляет буферная зона, застройка которой также регулируется). В старом городе находится 1107 хорошо сохранившихся исторических зданий с деревянными каркасами, кирпичными или деревянными стенами, черепичными крышами и традиционной резьбой по дереву. Здания теснятся друг к другу, выходя парадными фасадами на узкие пешеходные улицы. Строения, имеющие историческую и архитектурную ценность, включают рынок, паромный причал, буддийские пагоды и храмы, семейные культовые объекты, залы собраний кантонской, фуцзяньской и хайнаньской общин, деревянный японский мост с пагодой на нём, старинные дома.
Оригинальная планировка старого города ориентировалась на его портовую деятельность. Сетка улиц имеет две главные оси: одни располагаются параллельно реке, другие пересекают их под прямым углом. Первые этажи зданий, выходящих на улицы, заняты магазинами и мастерскими, а здания, выходящие на реку или каналы, оборудованы причалами для разгрузки товаров с лодок. Большинство деревянных строений относятся к XVII—XVIII векам и представляют собой уникальный для Вьетнама традиционный городской ансамбль.
Большинство старых домов Хойана несут на себе печать некогда очень существенного иностранного присутствия в городе. Особенно на архитектурный облик старого Хойана оказали влияние китайские и японские торговцы, строившие здания в привычном для себя стиле. Эти старые дома были построены до XIX века, а более новые — уже во время французской колониальной эпохи (в них переплетаются вьетнамский и европейский стили). Всего под наблюдением и охраной Хойанского центра управления и сохранения памятников (Hoi An Centre for Monument Management and Preservation или HACMMP) находятся более 1350 объектов, в том числе 1254 художественных и архитектурных строения, включая здания магазинов, рынков, семейных святилищ, пагод, храмов, церквей, общественных домов, залы собраний различных общин, гробницы, мосты и колодцы.
За пределами старого Хойана строительство в традиционном стиле больше не ведётся, а новые отели и рестораны часто не гармонируют с живописным сельским пейзажем. Власти города активно борются с современной инфраструктурой и техникой, которая портит визуальный образ старого Хойана — убирают провода под землю, очищают фасады от антенн и кондиционеров. Также власти следят, чтоб при реконструкции исторических зданий использовались только традиционные материалы.

### Исторические сооружения
Исторические здания Хойана классифицируются по пяти основным стилям. К первому стилю относятся одноэтажные здания с деревянными фасадами и покатыми черепичными крышами. Большинство таких зданий было построено в XVIII и XIX веках, они расположены главным образом вдоль улицы Чанфу. Ко второму стилю относятся двухэтажные здания с навесом на первом этаже. Большинство таких зданий было построено в конце XIX — начале XX веков. Типичный пример такого здания расположен на улице Нгуентхиминьтхай. К третьему стилю относятся двухэтажные здания с деревянными полами и резными балконами. Они также были построены преимущественно в конце XIX — начале XX веков.
К четвёртому стилю относятся двухэтажные кирпичные здания с небольшими балконами или верандами. Эти здания были построены в конце XIX — начале XX веков, большинство из них расположено вдоль улиц Чанфу и Нгуентхайхок. К пятому стилю относятся двухэтажные кирпичные здания во французском стиле, построенные преимущественно в начале XX века. Отличительными чертами этих зданий являются широкие ступеньки, ведущие к парадному входу, тенистые галереи на первом этаже и балконы, декорированные балюстрадой. Типичные дома в этом стиле можно найти в западной части улицы Нгуентхайхок (например, здание Музея культуры Сахюинь).
Стили домов Хойана
По своему назначению (использованию) традиционные здания Хойана делятся на четыре типа: торговые дома, семейные святилища, общественные здания и залы собраний. Комплекс деревянных торговых домов Хойана является одним из крупнейших в Юго-Восточной Азии. Ранее во Вьетнаме строения в подобном стиле были распространены в старых кварталах Ханоя и Хошимина, однако там, в отличие от Хойана, они почти не сохранились до наших дней. Торговые дома состоят из трёх основных частей: главного здания, выходящего на оживлённую улицу, пристроек, составляющих задний двор, и построек, которые соединяют эти части между собой. Здание, выходящее фасадом на улицу, обычно предназначено для коммерческих операций и имеет большой навес, дающий тень покупателям. Открытый внутренний двор нередко украшен декоративным бассейном. На заднем дворе расположены кухня, ванная комната (душ) и туалет. В таких домах проживают несколько поколений одной патриархальной семьи.
Все торговые дома имеют внутренние деревянные каркасы. Фасад сделан из дерева или кирпича, в зависимости от периода постройки дома. Здания имеют планировку, приспособленную под тропический климат, которая способствует максимальной циркуляции воздуха. Внутренний двор, окружённый деревянными панелями, также позволяет обеспечить здание солнечным светом и свежим воздухом. Внутренние дверные проёмы ориентированы друг на друга, а входные двери выровнены с дверями дома на противоположной стороне улицы. Полы в домах приподняты, что уберегает от холода и сырости; комнаты отделены друг от друга лёгкими перегородками, имеются гостиная и спальня.
Дом Зьепдонгнгуен, расположенный на улице Нгуентхайхок, рядом с Музеем народной культуры, был построен в конце XIX выходцами из Гуандуна, которые сколотили состояние на традиционной медицине. Пять поколений одной семьи торговали в этом доме лекарствами, тканями, готовой одеждой и книгами. Внутреннее оформление дома выполнено в смешанном вьетнамско-китайско-японском стиле. Сегодня на первом этаже дома выставлены различная керамика и большая коллекция старинных монет.
Построенный в 1850 году дом Дыкан расположен на торговой улице Чанфу и принадлежит семье первоначальных владельцев. Это один из немногих домов старого Хойана, в котором сохранились оригинальные планировка, мебель и посуда. Долгое время в доме Дыкан работал самый популярный книжный магазин Хойана, затем здесь располагались практика китайской медицины и штаб антифранцузского движения. В разное время этот дом посещали политический деятель Фан Тяу Чинь и генерал Во Нгуен Зяп.
Дом Куантханг был построен в начале XVIII века на улице Чанфу в китайском стиле по заказу богатой семьи судовладельцев и торговцев. Внутреннее художественное оформление здания (в том числе балки и стропила), деревянные скульптуры, ставни, перила и мебель, арочная крыша и веранды бережно сохранены. Стены, окружающие внутренний двор, декорированы красивой синей керамикой. Миниатюрный двухэтажный дом Танки расположен недалеко от Моста огней и считается одним из старейших в Хойане. Он построен в смешанном японско-китайском стиле, все четыре его комнаты заполнены антиквариатом и резьбой по дереву, стены украшены уникальной мозаикой.
Старый деревянный дом Фунгхынг расположен в районе Камфо, рядом с Японским мостом и семейным святилищем Нгуентыонг. Дом, построенный в 1780 году в японско-китайском стиле, имеет характерную черепичную крышу, резные перила террасы, второй этаж опирается на восемьдесят колонн. Комнаты заполнены антиквариатом, в том числе старинной мебелью и посудой, в одной из комнат имеется красивый семейный алтарь. На протяжении восьми поколений в доме Фунгхынг жили представители одной семьи.
Семейные святилища обычно имеют квадратную основу и располагаются в маленьких переулках. Перед главным зданием, как правило, имеется большой сад. Здания святилищ имеют ту же структуру, что и торговые дома Хойана, но с выступающим карнизом со всех сторон строения. Часто в одной из частей комплекса построено отдельно стоящее жилое здание. Семейные святилища используются как религиозные центры родовых культов (прежде всего распространённого среди вьетов культа предков), а также как места, где старшее поколение обучает младшее самым важным ритуалам и правилам поведения. Семейные святилища — самые главные символы сильных связей между членами одного клана. Важными семейными святилищами Хойана являются Ли (Ly), Фам (Pham), Нгуен (Nguyen), Лам (Lam), Тхай (Thai), Хуа (Hua), Чыонг (Truong), Чан (Tran), Фан (Phan), Танг (Tang) и Хоанг (Hoang). Ярким примером традиционного семейного святилища является дом богослужений клана Чыонг. Он был построен в 1840 году, в конце 1990-х восстановлен, после чего используется по своему прямому назначению — члены клана Чыонг регулярно собираются в нём для проведения праздников.
Другим характерным примером семейного святилища является дом клана Чан, расположенный на пересечении улиц Лелой и Фантяучинь. Он был построен в 1802 году для поклонения предкам этой аристократической семьи. Выполненное в китайском стиле святилище знаменито своей резьбой по дереву, богато украшенными алтарями и старинной мебелью. Левая дверь в гостиной предназначена для мужчин, правая — для женщин, а центральная — для духов предков, которые во время Тета возвращаются к родственникам.
Залы собраний
Залы собраний были построены в Хойане для встреч членов китайских землячеств или представителей всей общины. Они имели как социально-культурное, так и религиозное предназначение, в них встречаются как китайские, так и вьетнамские архитектурные и стилистические элементы. Функционально китайские залы собраний были очень близки к вьетнамским общественным домам, однако в них, кроме всего прочего, ещё и договаривались о заключении торговых сделок. Среди залов собраний наиболее известны зал чаочжоуской общины (Trieu Chau Assembly Hall), зал хайнаньской общины (Hainan Assembly Hall), зал фуцзяньской общины (Phuoc Kien Assembly Hall), зал кантонской общины (Cantonese Assembly Hall) и общекитайский зал (Trung Hoa Assembly Hall). Все они расположены вдоль главной торговой оси Хойана — улиц Чанфу и Нгуензуйхьеу.
Зал собраний чаочжоуской общины был построен хуацяо в 1845 году и посвящён богу ветра и больших волн, который покровительствует мореплавателям и купцам. Зал отличается прекрасной резьбой по дереву и сложными фарфоровыми рельефами. В главном зале расположены алтари, посвящённые божествам богатства и удачи, а также предкам общины. Зал собраний кантонской общины был построен купцами в 1885 году неподалёку от Японского моста. Отдельные элементы комплекса были изготовлены в Китае и затем собраны воедино в Хойане. Во внутреннем дворе имеется керамический фонтан, выполненный в виде драконов, в залах много статуй и алтарей.
Наиболее старым и известным является зал собраний фуцзяньской общины, построенный купцами в 1697 году возле городского рынка. Этот комплекс с двухъярусными воротами, большим внутренним двором, традиционными павильонами, святилищем богини Мацзу и скульптурами драконов представляет собой яркий пример китайской архитектуры. В оформлении зала присутствует много символов животных: мозаичный фонтан в главном зале имеет скульптуру рыбы, которая символизирует успех. Кроме неё имеются скульптуры единорога, феникса, льва и черепахи. Центральный двор комплекса заставлен горшками с цветами и декоративными растениями типа бонсая.
Западнее зала собраний фуцзяньской общины расположен общекитайский зал собраний, построенный в 1741 году и также посвящённый богине Мацзу. В первой половине XX века в нём разместилась китайская школа, существующая до сих пор. Кроме богини Мацзу в зале почитают также Конфуция, Сунь Ятсена и солдат, погибших в войне с Японией.
Общественные дома служат культурно-религиозными центрами вьетнамских и китайских общин Хойана, это главные места для социального и культурного взаимодействия между членами одного клана или выходцами из одной деревни. В общественных домах проводятся собрания членов клана, здесь собирают средства на проведение праздников и другие нужды общины. Среди общественных домов, многие из которых имеют собственные храмы и святилища, выделяются Камфо (район Камфо), Онгвой и Миньхыонг (район Миньан), Кимбонг (община Камким). Общественный дом Камфо был построен в 1817 году в китайском стиле и позже реконструирован. Он имеет правый, левый и главный залы, большой внутренний двор, уникально оформленные интерьеры и старинные алтари, посвящённые богу-покровителю и предкам.
Общественный дом Миньхыонг был построен местными китайцами хоа для поклонения своим героическим предкам. В середине XVII века пришлые китайцы осели в небольшой деревне Миньхыонг, рядом с портом Хойана. Вскоре плотники из соседней деревни Кимбонг соорудили для китайцев оригинальный общественный дом, который в 1820, 1849, 1905, 1953 и 1970 годах был реконструирован. В 1993 году общественный дом Миньхыонг и его святилища были признаны памятником национальной истории Вьетнама.

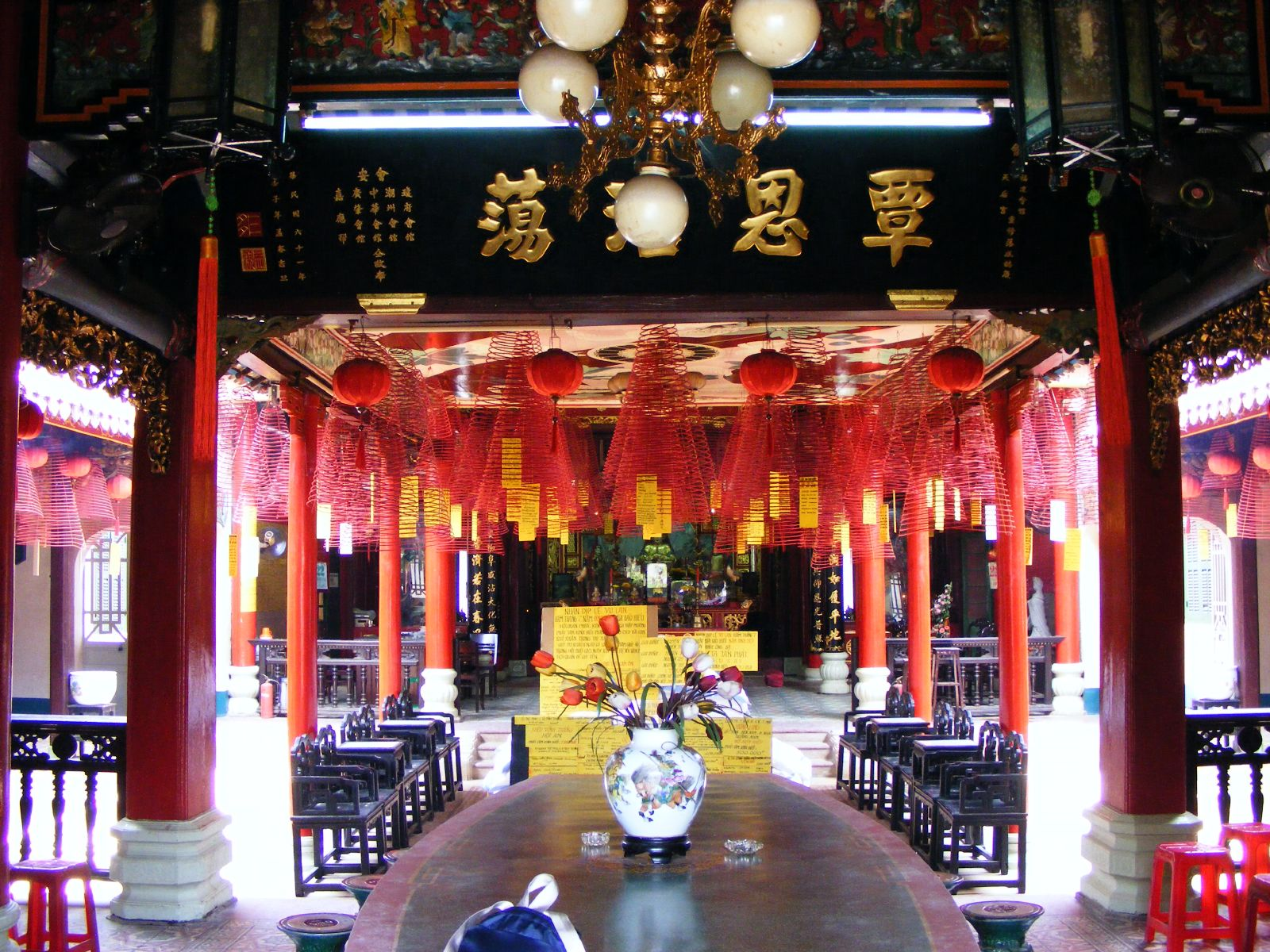
Интерьер зала собраний фуцзяньской общины

По сравнению с остальной архитектурой Хойана, религиозная выглядит более декоративной. Религиозные объекты рассеяны по всему Хойану и окрестностям. Ярким примером религиозной архитектуры является пагода Фыоклам (вьет. Chùa Phước Lâm), расположенная в общине Камха. Она была построена в XVIII веке одним монахом и иллюстрирует развитие буддизма в центральном Вьетнаме. Среди других религиозных строений старого Хойана архитектурную и историческую ценность имеют храм Куанконг, пагода Онг, храмы Тиннгиа, Вантхань и Амхон, пагода Баму, расположенные в районе Миньан, и конфуцианский храм (Miếu Thờ Khổng Tử) в районе Камфо. Пагода Онг была построена на улице Чанфу в 1653 году и посвящена китайскому божеству Сюаньву. Являясь одним из древнейших храмов Хойана, пагода Онг несколько раз реконструировалась.
История Хойана и его обширные международные связи отражены в различных архитектурных стилях могил и гробниц, в том числе тямских, вьетнамских, китайских, японских, португальских, испанских, французских и немецких захоронений. Например, яркой самобытностью обладают могилы японских торговцев XVII века. Они строились согласно японским религиозным канонам и имели небольшие синтоистские алтари. Современный вид имеют могилы на крупнейшем в городе мемориальном «Кладбище мучеников» в западном районе Танан.

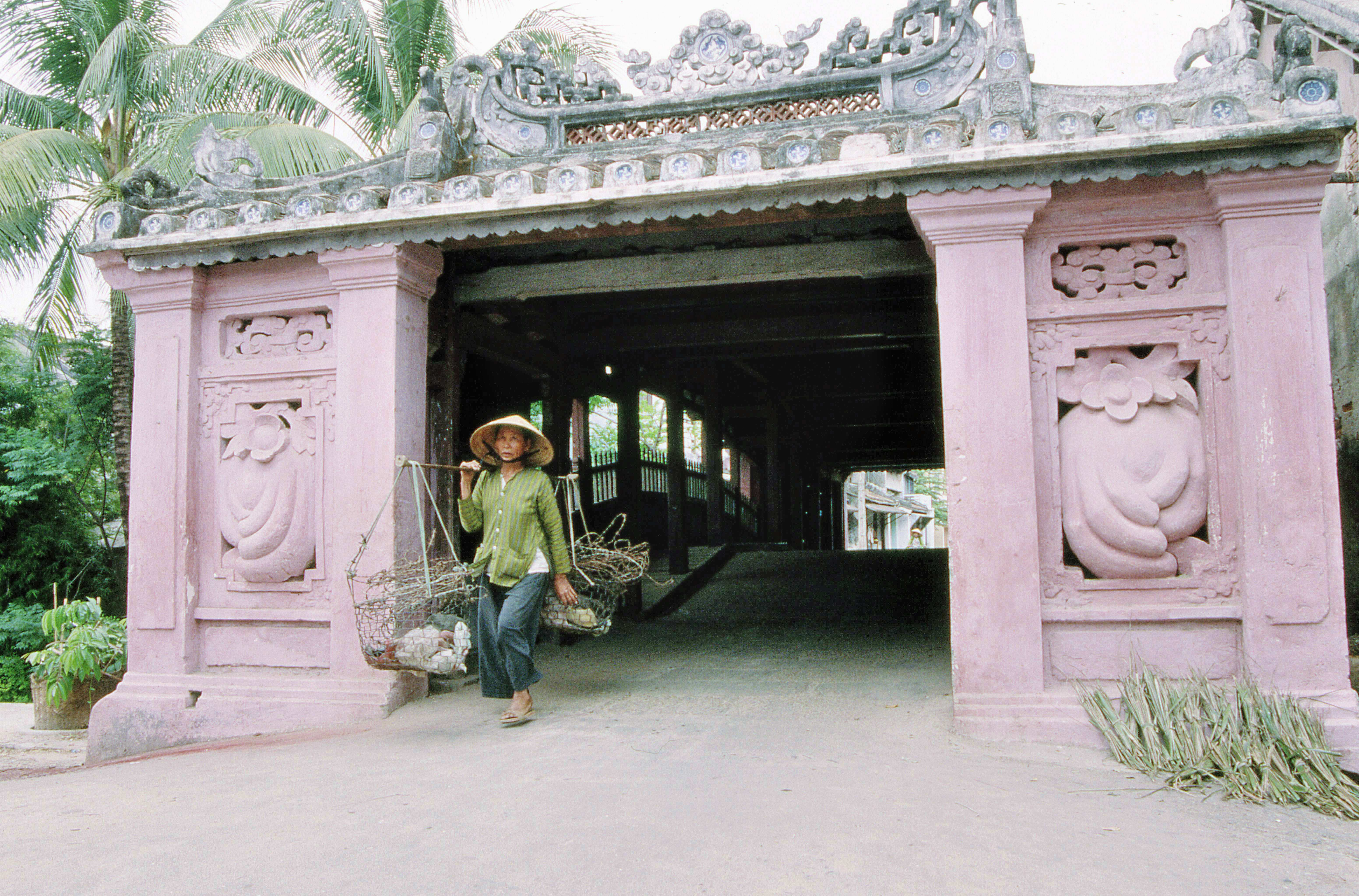
Вход на Японский мост

Старейшим мостом Хойана является Японский мост, также известный как Мост пагоды. Крытый деревянный мост с каменными опорами некогда соединял японский и китайский кварталы, из-за чего и получил название Японского (вьет. Chùa cầu). Он был построен в конце XVI века японскими торговцами и имеет буддийское святилище (в одном конце моста стоит скульптура собаки, а в другом — скульптура обезьяны). Согласно легенде, мост был построен, чтобы успокоить мифическое существо, вызывавшее землетрясения.
После своего открытия Японский мост был реконструирован не менее шести раз, только опоры и арки являются частью оригинальной конструкции. В результате этих реконструкций мост не принадлежит к определённому архитектурному стилю, его структура и декорирование относятся к комбинации японского, китайского, вьетнамского и западного стилей. По этой причине мост является символом тесных связей между различными культурами, существовавшими в Хойане на протяжении его истории. Кроме того, Японский мост изображён на гербе Хойана.
Ещё одной достопримечательностью Хойана являются древние колодцы, которые разбросаны по всему городу и ближайшим окрестностям. Большинство колодцев построено из кирпичей, которые помогают фильтровать воду. Самые древние из обнаруженных колодцев имеют квадратную форму и были построены ещё в тямский период. Пример такого колодца можно увидеть в сельской общине Камха. Он имеет один метр в диаметре и каменные стены толщиной 10 см, окружён четырьмя каменными колоннами и небольшим прямоугольным двором. Более поздние колодцы дайвьетского периода имеют круглую форму и возвышаются на небольшом круглом постаменте.
В районе Миньан, рядом с улицей Фантяучинь в частном саду расположен другой старый колодец — Бале. Он был вырыт приблизительно в X веке, во время тямского владычества, и имеет традиционную квадратную форму. В Хойане бытует мнение, что только вода из колодца Бале подходит для приготовления лучшей лапши для блюда каолау.
Все исторические памятники Хойана согласно их ценности разделены на четыре классификационные категории. В первую категорию входят уникальные в архитектурно-художественном плане сооружения, в которых сохранились все оригинальные элементы; во вторую категорию — в которых сохранились оригинальные элементы фасада и крыши; в третью — в которых сохранились некоторые элементы дома и крыши; в четвёртую — здания, расположенные в старом городе, но не имеющие большой культурной ценности или реконструированные с использованием современных материалов. Из 1254 памятников старого Хойана 1064 являются жилыми домами, 39 — семейными святилищами, 39 — гробницами, 34 — храмами, 22 — общественными домами, 19 — пагодами, 16 — святилищами, 10 — колодцами, 5 — залами собраний, 4 — церквями и молитвенными домами, 1 — мостом. Из 1254 объектов 929 находятся в частной собственности, 205 — в государственной, 120 — в коллективной (то есть принадлежат ассоциациям и общественным группам).
Улочки старого Хойана

## Города-побратимы
В настоящее время городами-побратимами Хойана являются три города: Киама (Австралия), Вернигероде (Германия) и Сентендре (Венгрия).

### На русском языке
- Мхитарян С. А. История Вьетнама. — Москва: Наука. Главная редакция восточной литературы, 1983.
- Мхитарян С. А. Новая история Вьетнама. — Москва: Наука, 1980.
- Нгуен Фи Хоань. Искусство Вьетнама. — Москва: Прогресс, 1982.
- Анна-Валери Швейер. Древний Вьетнам. — Москва: Вече, 2014. — ISBN 978-5-9533-3838-7.
- Краткая история Вьета. — Москва: Наука. Главная редакция восточной литературы, 1980.

### На английском языке
- Chen Ching-Ho. Historical Notes on Hội-an (Faifo). — Center for Vietnamese Studies, Southern Illinois University, 1974.
- Glover I. Southeast Asia: From Prehistory to History. — Psychology Press, 2004. — ISBN 9780415297776.
- Hamashita T. China, East Asia and the Global Economy: Regional and Historical Perspectives. — Routledge, 2013. — ISBN 9781134040292.
- Hardy A. D., Cucarzi M., Zolese P. Champa and the Archaeology of Mỹ Sơn (Vietnam). — Singapore: NUS Press, 2009. — ISBN 978-9971-69-451-7.
- Charles Keith. Catholic Vietnam: A Church from Empire to Nation. — University of California Press, 2012. — ISBN 9780520953826.
- Donald F. Lach, Edwin J. Van Kley. Asia in the Making of Europe, Volume III: A Century of Advance. Book 3: Southeast Asia. — University of Chicago Press, 1998. — ISBN 9780226467689.
- Ooi K. G. Southeast Asia: A Historical Encyclopedia, from Angkor Wat to East Timor. — ABC-CLIO, 2004. — Т. 1. — ISBN 9781576077702.
- Patricia M. Pelley. Postcolonial Vietnam: New Histories of the National Past. — Duke University Press, 2002. — ISBN 9780822384205.
- Eric Tagliacozzo. Asia Inside Out. — Harvard University Press, 2015. — ISBN 9780674286344.
- Tarling N. The Cambridge History of Southeast Asia. — Cambridge University Press, 1999. — ISBN 9780521663694.
- Spencer C. Tucker. Vietnam. — University Press of Kentucky, 1999. — ISBN 9780813109664.
- Vu Hong Lien, Peter Sharrock. Descending Dragon, Rising Tiger: A History of Vietnam. — Reaktion Books, 2014. — ISBN 9781780233888.
- IMPACT: The Effects of Tourism on Culture and the Environment in Asia and the Pacific: Cultural Tourism and Heritage Management in the World Heritage Site of the Ancient Town of Hoi An, Viet Nam. — UNESCO Bangkok. Regional Unit for Culture in Asia and the Pacific, 2008. — ISBN 978-92-9223-223-8.